# Ploiești
Ploiești este municipiul de reședință al județului Prahova, Muntenia, România. Este situat la 60 km nord de București, pe coordonatele de 26°1'48" longitudine estică și 44°56'24" latitudine nordică și are o suprafață de aproape 60 km². Este înconjurat de comunele Blejoi (la nord), Târgșoru Vechi (la vest), Bărcănești, Brazi (la sud) și Bucov (la est).
Orașul a crescut începând cu secolul al XVII-lea, pe o moșie cumpărată de Mihai Viteazul de la moșnenii ce o stăpâneau, luând treptat locul vechilor târguri muntenești Târgșor, Gherghița și Bucov ca centru regional al zonei, evoluția sa fiind accelerată de industrializare în special după ce a început exploatarea masivă a zăcămintelor de petrol din zonă și în oraș au apărut mari facilități de rafinare, ceea ce i-a adus porecla de „capitala aurului negru”. În continuare, activitatea sa economică este bazată pe prelucrarea petrolului, orașul având patru mari rafinării, dar și alte industrii legate de această ramură (construcții de mașini, echipamente electrice, întreținere).
Municipiul Ploiești se găsește în apropierea regiunii viticole Dealu Mare-Valea Călugărească și are acces direct la Valea Prahovei, cea mai importantă zonă de turism alpin din România. Ploieștiul este un important nod de transport, situându-se pe drumurile care leagă capitala București de Transilvania și Moldova.

## Istoric

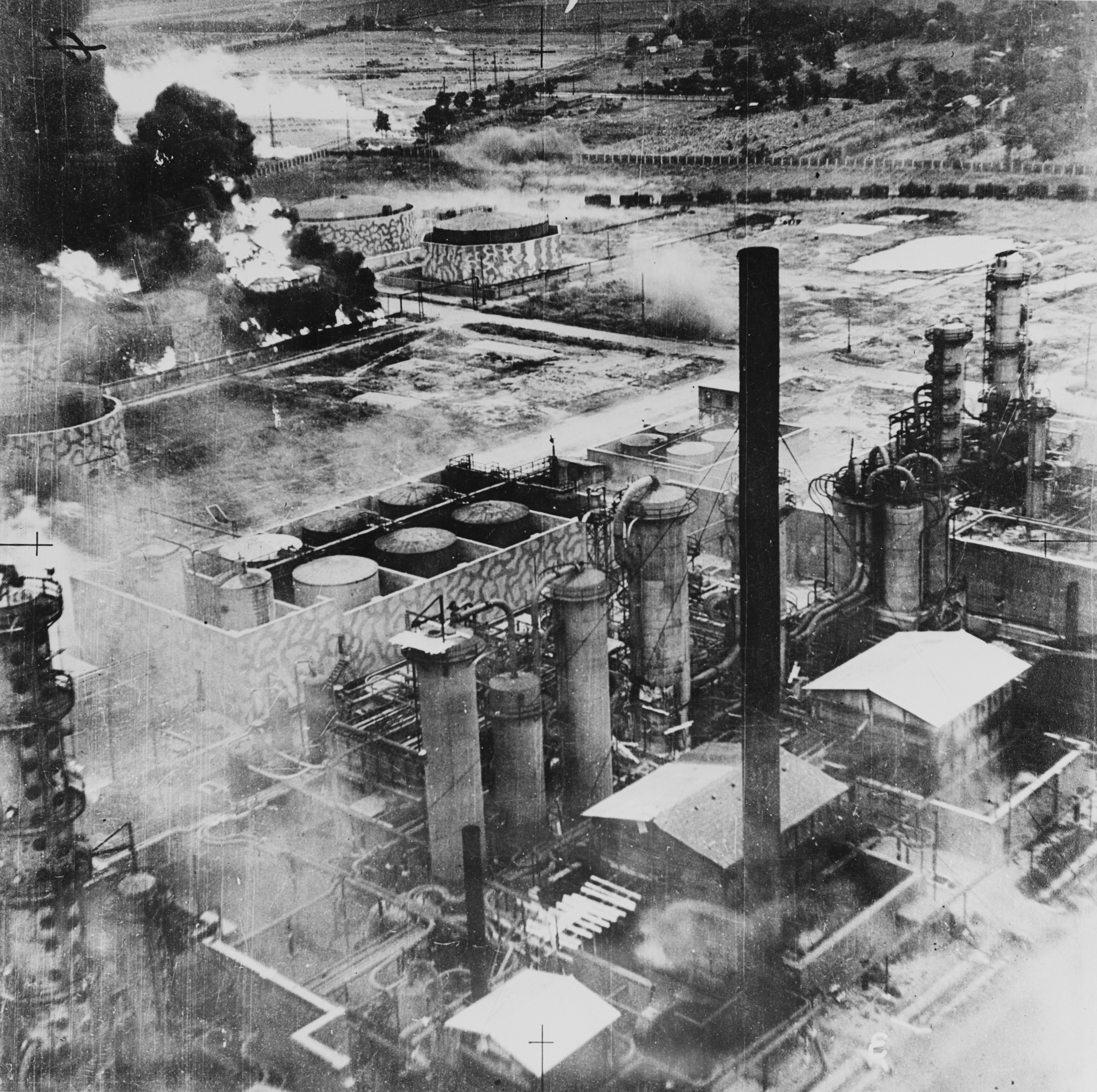
Ploiești: rezervoarele de petrol ale rafinăriilor în flăcări după bombardamentul american din 1 august 1943

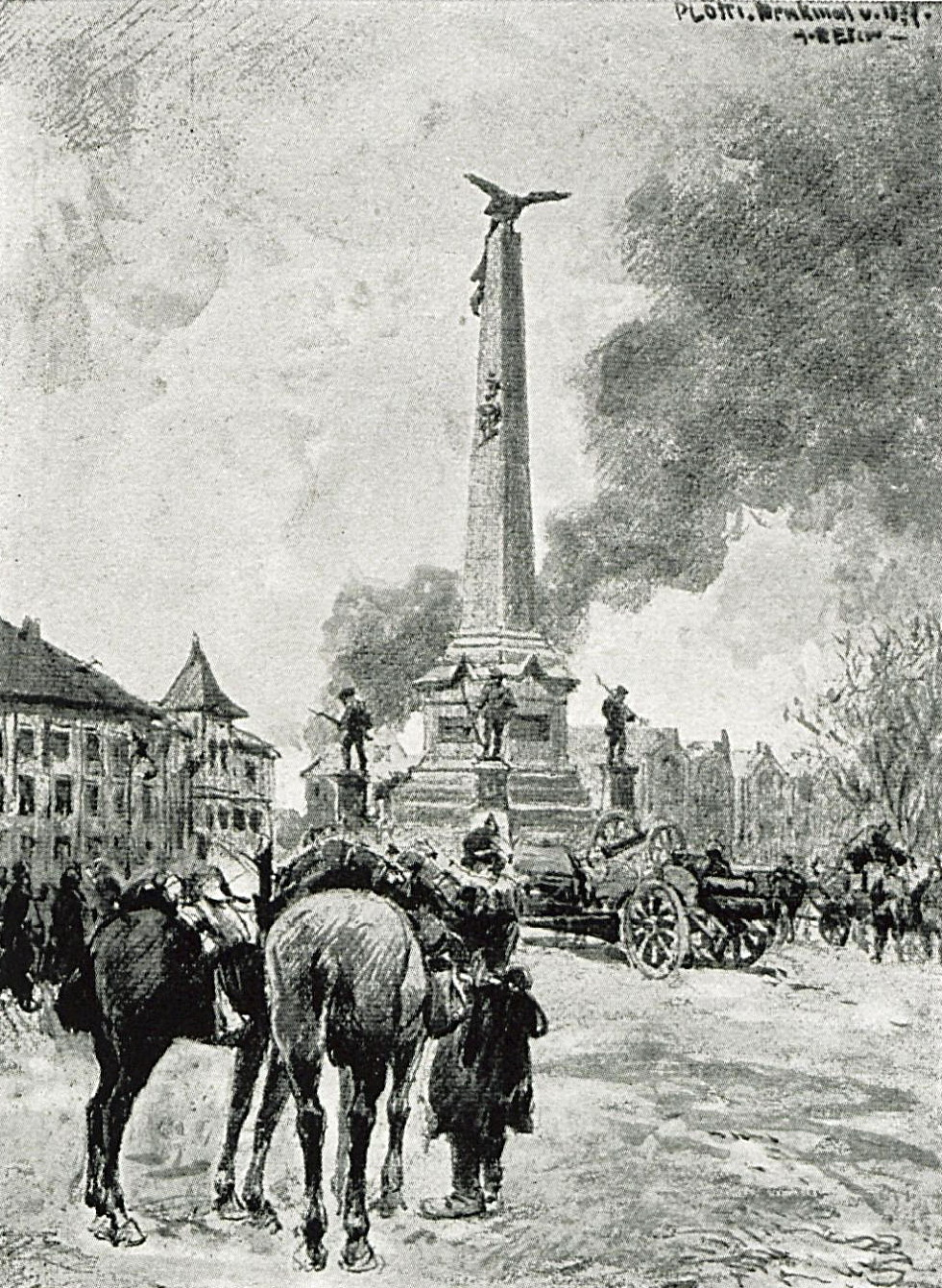
Trupe germane de ocupație, 1916

Prezența unor ploieșteni pe piețele unor orașe din Ardeal denotă că localitatea avea un nume și o bază economică ce-i permiteau să intre în relații comerciale cu centre de peste munți. Numele mai apare într-un hrisov din 1567, semnat de domnul Țării Românești, Petru cel Tânăr, prin care se întărea o vânzare a „cinci răzoare” de vie între un anume Avruț din Ploiești și logofătul Coresi din Bărcănești. Un moment crucial a fost alegerea Ploieștiului în 1597 de către Mihai Viteazul ca bază pentru operațiuni militare și a ridicat satul de moșneni la rangul de târg domnesc. Sprijinit de domnie, Ploieștii se dezvoltă continuu pe parcursul sec. XVII (este sediu al căpitanului de Ploiești), devenind un important centru urban al țării. Ridicarea sa a provocat decăderea unui alt oraș aflat în apropiere, Târgșor, ce va deveni un simplu sat. În august 1870 aici a fost proclamată, pentru o zi, Republica de la Ploiești.
Până la instaurarea regimului comunist în România a purtat numele de „Ploești” și a fost reședința județului Prahova (interbelic).
În timpul celui de-al Doilea Război Mondial, orașul a fost vizat de avioanele de bombardament sovietice (1941), britanice (1944) și americane (1942, 1943, 1944). Primul atac aerian al aviației militare americane asupra Europei controlate de către Germania nazistă a avut loc pe 12 iunie 1942 și a avut ca scop distrugerea capacităților de rafinare din jurul Ploieștiului. Un an mai târziu, pe 1 august 1943, a avut loc operațiunea „Tidal Wave” care a rămas în istoria confruntărilor aeriene prin faptul că bombardierele americane au atacat la o înălțime foarte joasă (aproximativ 40 de metri). Distrugerile semnificative au avut loc însă în 1944, când 22 din cele 50 de bombardamente efectuate de către aviația anglo-americană au avut ca scop (parțial sau total), orașul Ploiești și rafinăriile din proximitatea sa. Conform statisticilor oficiale, una din opt clădiri ale orașului au fost complet distruse, și peste 9000 de construcții suferiseră avarii mari sau totale, ceea ce înseamnă peste 55 % din totalul imobilelor din oraș.
După război, noul regim comunist al României a naționalizat industria petrolului , care fusese în mare parte proprietate privată, și a făcut investiții masive în industria petrolului și a petrolului în încercarea de a moderniza țara și de a repara pagubele provocate de război.
După anii 2000 cunoaște din nou un avânt economic și cultural după criza economică din anii '90

## Date geografice

### Așezare
Municipiul Ploiești este așezat în centrul Munteniei, în partea central-nordică a Câmpiei Române.
Ploieștiul, unul dintre orașele cele mai importante ale țării, se află la cea mai mică distanță de capitală, și cu toate că pe parcursul a patru secole a avut strânse legături cu aceasta, el și-a păstrat personalitatea.

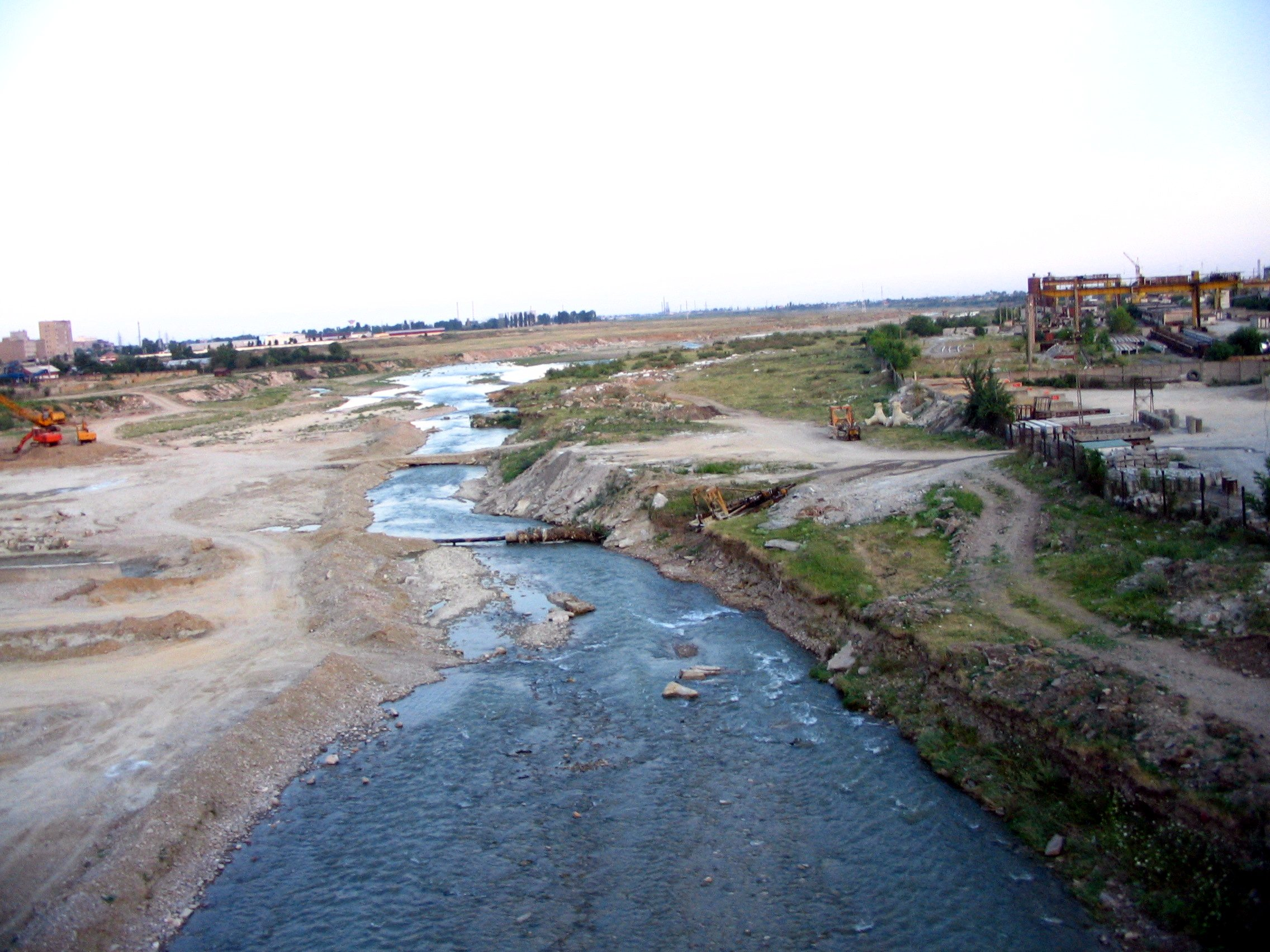
Râul Teleajen, în vecinătatea Ploieștiului

Orașul Ploiești este traversat de meridianul 25°E (în partea sa de vest) și de paralela 44°55’N (în partea de sud). Paralela 45 Nord trece prin comunele suburbane Păulești, Blejoi și Bucov. Municipiul ocupă o suprafață de peste 60 km2, din care 35 km2 reprezintă comunele suburbane.
Ploieștiul se găsește între două mari râuri, primul dintre ele, Prahova, spre sud-vest, atingând ușor municipiul prin comuna suburbană Brazi, iar cel de-al doilea, Teleajenul, spre nord și est, străbătându-l prin comunele suburbane Blejoi, Bucov, Berceni. Orașul este așezat pe râul Dâmbu, care izvorăște în zona de dealuri a orașului Băicoi, trece prin oraș și prin două comune suburbane și apoi prin comuna Râfov, unde se varsă în Teleajen. Dâmbu are astăzi apa puțină; este canalizat pe aproape toată partea ploieșteană a traseului său, în el deversându-se, la ieșirea din oraș, sistemul de canalizare al acestuia.

### Orașe apropiate
| Orașul     | Direcția | Distanța         | Distanța | Distanța        |
| Orașul     | Direcția | în linie dreaptă | pe șosea | pe calea ferată |
| ---------- | -------- | ---------------- | -------- | --------------- |
| București  | S        | 56 km            | 60 km    | 59 km           |
| Brăila     | E        | 155 km           | 170 km   | 176 km          |
| Pitești    | V        | 91 km            | 111 km   | 149 km          |
| Brașov     | NV       | 86 km            | 114 km   | 110 km          |
| Târgoviște | V        | 46 km            | 51 km    | 52 km           |
| Buzău      | NE       | 66 km            | 71 km    | 69 km           |
| Urziceni   | SE       | 55 km            | 60 km    | 55 km           |

### Clima
Temperatura medie anuală este de 10,5 °C, iar valorile minime și maxime înregistrate în secolul nostru au fost de -30 °C la 25 ianuarie 1942 și respectiv de 43 °C la 19 iulie 2007. În medie, pe an sunt 17 zile geroase, 26 reci, 99 calde, 30 tropicale, restul fiind zile cu o temperatură moderată.
Cantitatea medie multianuală de precipitații este de 600 mm, cu 30–40 mm în ianuarie și 88 mm în luna iunie. Anul cel mai ploios a fost 1901, cu 963,9 mm, iar cel mai secetos 1930, cu 305,3 mm. Pe an, sunt în medie 104 zile cu precipitații lichide, 26 cu ninsoare, 112 cu cer senin, 131 cu cer noros și 122 cu cer acoperit.
Orașul se află sub influența predominantă a vânturilor de nord-est (40 %) și de sud-est (23 %), cu o viteză medie de 3,1 m/sec. În medie, sunt 11 zile pe an cu vânt cu viteză de peste 11 m/s și numai 2 zile cu vânt de peste 16 m/s. Presiunea atmosferică este de 748,2 mm.

### Relieful și vegetația
Altitudinea medie a așezării este de 150 m, orașul fiind deci plasat într-o zonă de câmpie. Aspectul solului și subsolului este determinat de așezarea sa pe structurile vechiului con de dejecție al râului Prahova, ce trece prin albia situata în prezent la circa 25 km - vest și de vecinătatea râului Teleajen (latura de est), cu afluentul sau, pârâul Dâmbu, care străbate cartierele din nord-est.
Vegetația de odinioară a Ploieștiului a fost aceea a unei păduri de câmpie, în care predomina stejarul pedunculat (Quercus robur), alături de alte varietăți de stejar și gorun. Resturi din pădurea de altădată s-au mai păstrat până târziu și chiar în prezent mai există, ca arbori ocrotiți, doi stejari bătrâni, la Ghighiu, dincolo de marginea de sud a orașului.
În prezent vegetația este cea specifică marilor aglomerări urbane, formată îndeosebi din esențe ornamentale și de aliniament, plantații de castani, plopi și salcâm, spațiile verzi și parcurile fiind destul de restrânse (zona bulevardului, parcul de la Sala Sporturilor, parcul din nordul orașului, parcul „Mihai Viteazul”, parcul de la Bariera Bucov). Acestea ocupa numai 85,5 ha, revenind, în medie, 3,2 mp. pe locuitor.

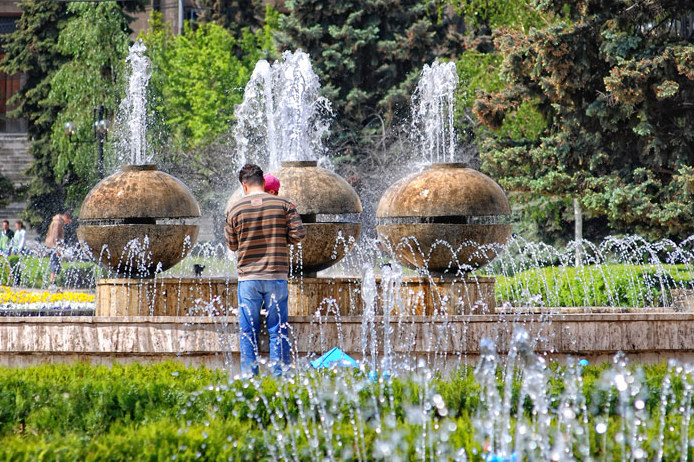
Parcul central

Pe raza orașului pot fi văzute și câteva exemplare de arbori endemici, aclimatizați în timp, care se află sub ocrotirea legii, printre care și „arborele mamut” secular - sequoia dendron giganteum - din curtea Muzeului Memorial „Paul Constantinescu” (str. Nicolae Bălcescu nr. 15), smochini, dar și câteva exemplare de stejari seculari, amintind de Codrii Vlăsiei. În vechile cartiere, cu case „pe pământ”, locuitorii continuă să planteze pomi fructiferi (vișinul, cireșul, mărul, nucul etc.) și să cultive legume și flori.

## Demografie
Componența etnică a municipiului Ploiești
     Români (81%)
     Romi (2,17%)
     Alte etnii (0,26%)
     Necunoscută (16,57%)
Componența confesională a municipiului Ploiești
     Ortodocși (78,59%)
     Alte religii (3,27%)
     Necunoscută (18,14%)
Conform recensământului efectuat în 2021, populația municipiului Ploiești se ridică la 180.540 de locuitori, în scădere față de recensământul anterior din 2011, când fuseseră înregistrați 209.945 de locuitori. Majoritatea locuitorilor sunt români (81%), cu o minoritate de romi (2,17%), iar pentru 16,57% nu se cunoaște apartenența etnică. Din punct de vedere confesional, majoritatea locuitorilor sunt ortodocși (78,59%), iar pentru 18,14% nu se cunoaște apartenența confesională.

### Evoluție istorică
Populația orașului a crescut într-un ritm foarte rapid, explicabil prin dezvoltarea intensă a economiei sale. În 1810, în condițiile ocupației străine, ale încleștării în lupta cu boierii Muruzești, erau 2024 de locuitori, în 1837 erau 3000 de locuitori, imediat după unire (1859) 26.468, iar în 1884 erau 32.000 de locuitori. Comparând datele pe care ni le oferă recensămintele științifice organizate din 1899 (45.107 locuitori), 1912 (56.460) și 1930 (79.149), constatăm că sporul populației Ploieștiului a fost mai rapid decât al tuturor orașelor mari din țară, cu excepția Bucureștiului și a Constanței, lucru explicabil, de altfel, prin extinderea extracției de petrol. Cu toate pierderile și disparițiile pricinuite de cel de-al doilea război mondial și anume de bombardamente, populația Ploieștiului s-a refăcut rapid, înregistrând 95.632 de locuitori în ianuarie 1948.
Ploiești - evoluția demografică

050.000100.000150.000200.000250.000300.00019121948196619922011populațiePopulația istorică din Ploiești
Date: Recensăminte sau birourile de statistică - grafică realizată de Wikipedia

În anul 1930 municipiul avea o populație de 79.149 locuitori, dintre care 69.139 români (87,3 %), 3.708 evrei (4,6 %), 1.591 maghiari (2,0 %), 1.307 germani (1,6 %) ș.a. Din punct de vedere confesional populația era alcătuită din 69.458 ortodocși (87,7 %), 3.843 mozaici (4,8 %), 2.629 romano-catolici (3,3 %), 1.115 luterani (1,4 %), 1.076 greco-catolici (1,3 %) ș.a.

## Politică și administrație
Municipiul Ploiești este administrat de un primar și un consiliu local compus din 27 consilieri. Primarul, Mihai-Laurențiu Polițeanu,  politician independent, este în funcție din 1 noiembrie 2024. Începând cu alegerile locale din 2024, consiliul local are următoarea componență pe partide politice:
|  | Partid                             | Consilieri | Componența Consiliului | Componența Consiliului | Componența Consiliului | Componența Consiliului | Componența Consiliului | Componența Consiliului |
|  | ---------------------------------- | ---------- | ---------------------- | ---------------------- | ---------------------- | ---------------------- | ---------------------- | ---------------------- |
|  | Partidul Național Liberal          | 6          |                        |                        |                        |                        |                        |                        |
|  | Partidul Social Democrat           | 6          |                        |                        |                        |                        |                        |                        |
|  | Alianța Dreapta Unită              | 5          |                        |                        |                        |                        |                        |                        |
|  | Alianța pentru Unirea Românilor    | 4          |                        |                        |                        |                        |                        |                        |
|  | Partidul Mișcarea Noi, Ploieștenii | 4          |                        |                        |                        |                        |                        |                        |
|  | Partidul România în Acțiune        | 2          |                        |                        |                        |                        |                        |                        |

### Cartiere
Ploieștiul are următoarele cartiere:
- Malu Roșu
- Vest I
- Vest II
- 9 Mai
- Mărășești
- Mitică Apostol
- Eroilor
- Mimiu[12]
- Castor & Polux
- Petrolului
- Hipodrom
- Radu de la Afumați
- Râfov
- Ana Ipătescu
- Mihai Eminescu
- Democrației
- Moțoi
- Pictor Rosenthal
- Lupeni
- Peneș Curcanul
- Cantacuzino
- Mihai Bravu
- Tabaci
- Bucov-Poștei
- Transilvaniei
- Traian
- Republicii
- Ienăchiță Văcărescu
- Buda
- Nord
- Bereasca
- Bulevardul Bucuresti
- Albert
- Dorobanțu
- Teleajen
- Păltiniș

În conformitate cu rezultatele recensământului, sunt înregistrate 21172 de clădiri cu funcțiunea de locuință, în care se află 88104 apartamente în care locuiesc un număr de 160000 ploiesteni. Din punct de vedere al formei de proprietate locuințele se află în proporție de 97.6 % în fomă privată.
Din punct de vedere al echipării fondului locativ 93 % au acces la apă potabilă,
90 % sunt legate la rețeaua de canalizare, 98 % au instalații electrice si 78 % sunt conectate la sistemul de termoficare.

### Zona metropolitană

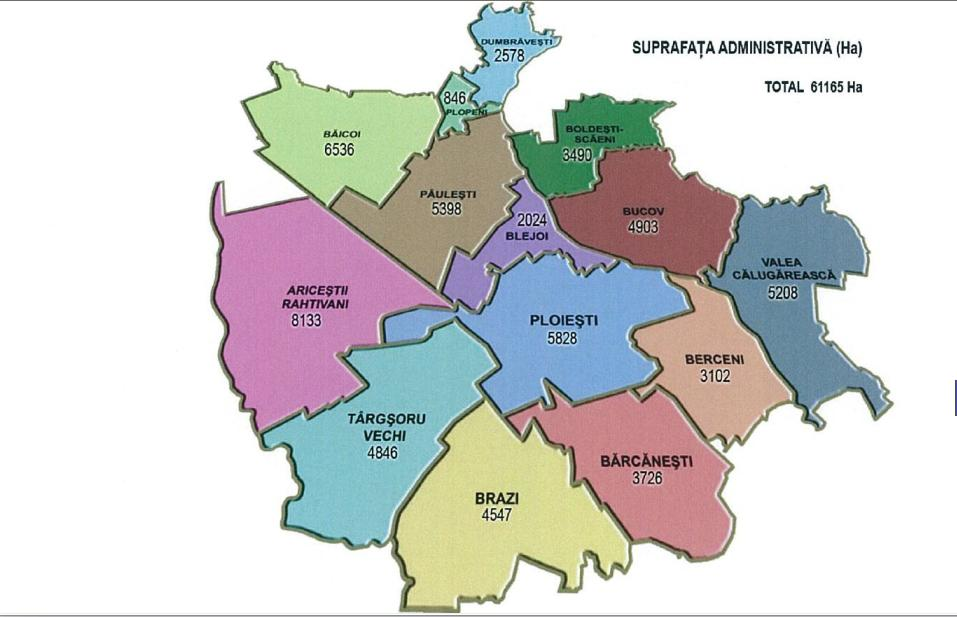
Zona metropolitană Ploiești

Viitoarea Zonă metropolitană Ploiești va include 13 comunități limitrofe municipiului Ploiești cu 117.000 de noi locuitori. Întreaga zonă va deveni centru major de tranzit pe 2 Culoare Pan Europene pentru calea ferată și autostradă. Structurată ca parteneriat, zona metropolitană va coordona dezvoltarea în ceea ce privește zonele funcționale, rețelele de comunicație și transport, amenajarea tehnologică, timpul liber, reducerea poluării.

## Economie

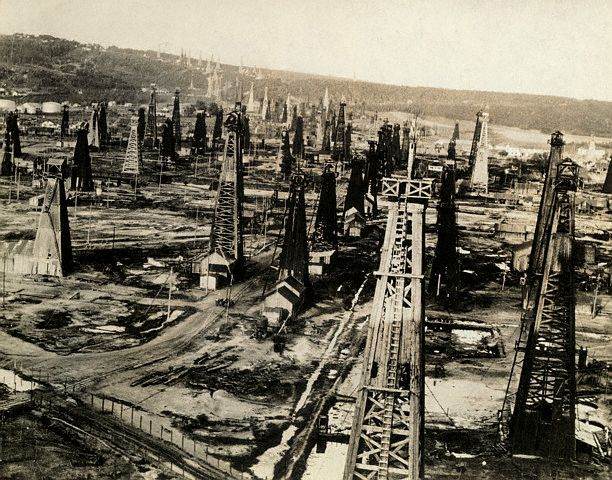
Câmp petrolier la Moreni

Deoarece Ploieștiul era principalul producător de petrol al țării, în România el a căpătat porecla de „Capitala aurului negru” sau „Orașul aurului negru”. Deși în prezent cantitatea extrasă în zonă scade continuu, cele patru rafinării prelucrează cantități însemnate provenind din importuri, produsele rafinate fiind transportate prin conducte spre București, Constanța și Giurgiu.
Pe fondul dezafectării instalațiilor de producție ale Rafinăriei Dărmănești și RAFO Onești, petrolul exploatat în zonă, cu stațiile de pompare aferente Lucăcești, Comănești și Cerdac, este pompat de către Conpet la depozitul rampei de încărcare Moinești. De la Moinești, petrolul este transportat cu vagoane-cisternă pe calea ferată către rafinăriile Petrobrazi, Petrotel Lukoil sau altă destinație, în funcție de solicitările clienților.
Orașul a rămas ancorat în această industrie, cu preponderență în industria extractivă de prelucrare a țițeiului și industrii legate de această ramură (construcții de mașini, echipamente electrice, întreținere, etc.). În raport cu cifra de afaceri această ramură a industriei ocupă primul loc cu 39,6 % și este urmată la mare distanță cu doar 17,7 % de industria alimentară a băuturilor și a tutunului și cu 14,5 % energia electrică și termică, gaze și apă. Urmează apoi industria de mașini și echipamente, industria construcțiilor metalice și a produselor din metal, industria chimică și a fibrelor sintetice și artificiale, industria de prelucrare a cauciucurilor și a maselor plastice, industria lemnului și a produselor din lemn, celulozei, hârtiei și cartonului, industria altor produse din minerale nemetalice, industria mobilei,
industria mijloacelor de transport, industria pielăriei și încălțămintei, industria metalurgică, edituri, tipărirea, reproducerea înregistrărilor pe suporți și industria textilă și a produselor textile.
Structura economiei a suferit modificări esențiale în ultimii ani. Din punct de vedere al numărului de firme cel mai bine reprezentat este sectorul comerțului și al serviciilor, cu o pondere de 77,5 %, în timp ce industria și construcțiile ocupă o piață de 22,5 %. La nivelul județului Prahova din punct de vedere al numărului de agenți economici, municipiul Ploiești conduce detașat cu o pondere de 50 %, urmat la mare diferență de municipiul Câmpina cu 8 % și apoi de celelalte orașe mai mici și comune.

### Industrie
În perioada regimului comunist municipiul Ploiești ocupa primul loc, după București, în privința valorii producției industriale realizate.
În prezent principalele domenii de activitate sunt:
- Industria petrolieră :

- rafinare la: PETROM S.A. Membru OMV Group - Rafinaria PETROBRAZI,
PETROTEL - LUKOIL, S.C. Rafinăria „ASTRA ROMÂNĂ” S.A.
Ploiești, ROMPETROL Rafinăria VEGA Ploiești, transport țiței și
produse petroliere finite prin conducte: S.C. CONPET S.A Ploiești,
S.C. PETROTRANS S.A. Ploiești;
- utilaje de extracție, foraj, chimic și petrochimic: S.C. UPETROM
S.A. Ploiești, S.C. UZTEL S.A. Ploiești, UZUC S.A. Ploiești;
- construcții de conducte de petrol și gaze naturale: INSPET S.A Ploiești;
- cercetare și proiectare în domeniul petrolier: IPIP S.A. Ploiești,
ICERP S.A. Ploiești, PETROSTAR S.A. Ploiești, IPCUP Ploiești.
Industria constructoare de mașini: - mașini unelte: S.C. UPETROM S.A. Ploiești;
- rulmenți: S.C. TIMKEN S.A. Ploiești;
- echipament tehnologic, de ridicat, echipament de
construcție: S.C. UBEMAR S.A. Ploiești, "24IANUARIE" S.A Ploiești, S.C. TROMET S.A.
Ploiești, UZINA MECANICĂ Ploiești;
- echipamente de automatizare: AMPLO S.A. Ploiești;
- Industria constructoare de mașini și componente (Upetrom, Uzuc, Ciprom, Ubemar, Amplo, Uztel, Amplo, Timken, Yazaki, Cablul Românesc)Unilever Ploiești, România
- Industria chimică :

- Rool;
- detergenți: UNILEVER ROMANIA;

Unilever Ploiești, România

- îngrășăminte chimice: S.C. ROMFOSFOCHIM S.A. Valea Călugărească (capacitate închisă);
- materiale plastice: S.C. ARPACOR S.A. Bucov;
- alte produse: S.C. PROGRESUL S.A. Ploiești.

Coca-Cola HBC Ploiești România

- Industria alimentară (Coca-Cola, Bergenbier, Unilever, Extrapan, Di Apollo)
- Industria tutunului (BAT)
- Industria construcțiilor ( Inspet, Contrasimex, Constil, Nova-Cons, Monticor, Tiab)
- Industria IT (Asesoft)
- Industria materialelor de construcție (Feroemail)
- Industria textilă (Dorobanțul Ploiești, Modexim)
- Industria ceramică (Bianca România)
- Industria mobilei (Anteco, Incocnept)
- Industria ambalajelor (Mayr-Melnhof Packaging Romania, Politeh)

În apropiere, la Crângul lui Bot (pe șoseaua spre Târgoviște) se află „Parcul industrial Ploiești” în cadrul căruia activează peste 28 de companii.

### Agricultură
Deși orașul este situat într-o zona în care agricultura, legumicultura, pomicultura, viticultura și zootehnia reprezintă activități economice importante, pe teritoriul lui sunt amplasate doar câteva unități de colectare și depozitare a produselor agricole. Suprafața agricolă este redusă, 2217 ha repartizate astfel: 
- arabilă 2034 ha
- livezi și pepiniere pomicole 16 ha
- vii și pepiniere viticole 13 ha
- pășuni 148 ha
- fânețe 6 ha

Atât în oraș cât și în zona periurbană există capacități de prelucrare a producției agricole pe următoarele profile: morărit și panificație, centru de vinificație, fabricarea uleiului, prelucrarea laptelui, abatorizarea și fabricarea preparatelor din carne.

### Comerț
Există peste 3.000 de unități comerciale individuale sau asociații cu capital privat. Deși are numai 28 % din populația județului Prahova, orașul Ploiești realizează peste 80 % din valoarea comerțului din județ. Primul magazin general din Ploiești s-a numit „Papagalul” și a fost inaugurat în 1938.
Marii retaileri Carrefour, Metro, Selgros, Kaufland, Billa, Bricostore, Artsani, Dedeman, Leroy Merlin, Profi, Delhaize, Lidl, XXL Megadiscount, Auchan, Jumbo, PENNY Maya Supermarket, Mega Image, au magazine deschise aici.
În centrul orașului sunt două mall-uri moderne, Winmarkt Grand Center și Ploiești City Mall. În nordul orașului, lângă hypermarketul Carrefour, se află Ploiesti Shopping City iar în vest Westmall . Alte centre comerciale: AFI PALACE și Ploiesti Shopping City.

### Transport
Așezat la o veche răscruce de drumuri comerciale, orașul este și astăzi un nod feroviar și rutier, putând fi ușor abordat din toate părțile. În viitor, se dorește ca în dreptul Ploieștiului să fie punctul de început al unei autostrăzi către Albița.
Municipiul Ploiești este amplasat într-un județ dens populat și urbanizat, în vecinătatea capitalei României, în apropierea Aeroportului Internațional Henri Coandă și în imediata vecinătate a coridorului TEN-IV și TEN-IX. În fiecare an orașul devine din ce în ce mai sufocat de numărul crescut de mașini. Rețeaua de trafic sistematizată după nevoile anilor 1970-1980 face față cu greu acestei aglomerări. Măsurători de trafic efectuate pe DN1 pe segmentul Bărcănești–Brașov, care cuprinde centura de vest a Ploieștiului, înregistrează un trafic anual între 6.000.000–10.000.000 de treceri de vehicule. Problema aglomerării porțiunii de DN1 ce leagă Ploieștiul cu Bucureștiul a fost rezolvată după deschiderea autostrăzii A3, care a preluat un mare volum din traficul auto de pe DN1.

DN1 Ploiești - Brașov(E60)

Ploieștiul este legat de București prin autostrada A3. În plus, prin Ploiești trec drumurile naționale:
- DN1 București - Ploiești - Brașov (prin Valea Prahovei) (parte a Drumului european E60), ocolește Ploieștiul pe la vest;
- DN1A București - Ploiești - Brașov (prin Vălenii de Munte), ocolește Ploieștiul pe la est.
- DN1B Ploiești - Buzău, pornește de la nord de Ploiești, ocolește orașul pe la nord și vest
- DN72 Ploiești - Târgoviște

Pe lângă acestea, orașul este deservit și de drumuri județene, care asigură legătura cu comunele și orașele din împrejurimi:
- DJ 101D Ploiești (DN1A) - Râfov
- DJ 101G Ploiești (centura) - Tinosu
- DJ 101I Ploiești - Nedelea
- DJ 102 Ploiești - Păulești - Slănic
- DJ 102E Ploiești - Plopu

Drumurile comunale din zona Ploieștiului deservesc legături de interes local, cu sate și comune din apropiere:
- DC 92 Ploiești - Berceni
- DC 108A Tătărani
- DC 111 Ploiești - Strejnicu

Orașul este legat prin linii de cale ferată de București, Buzău (prin calea ferată București-Galați-Roman), Brașov (prin calea ferată Ploiești-Brașov, ambele căi ferate dublu electrificate), Urziceni, Măneciu, Slănic și Târgoviște. Nodul feroviar are două gări de călători importante (Ploiești Sud și Ploiești Vest), precum și gările secundare Ploiești Est (spre Buzău), Ploiești Nord (spre Măneciu), plus Ploiești Triaj (stație de triaj) aflată la sud de oraș.

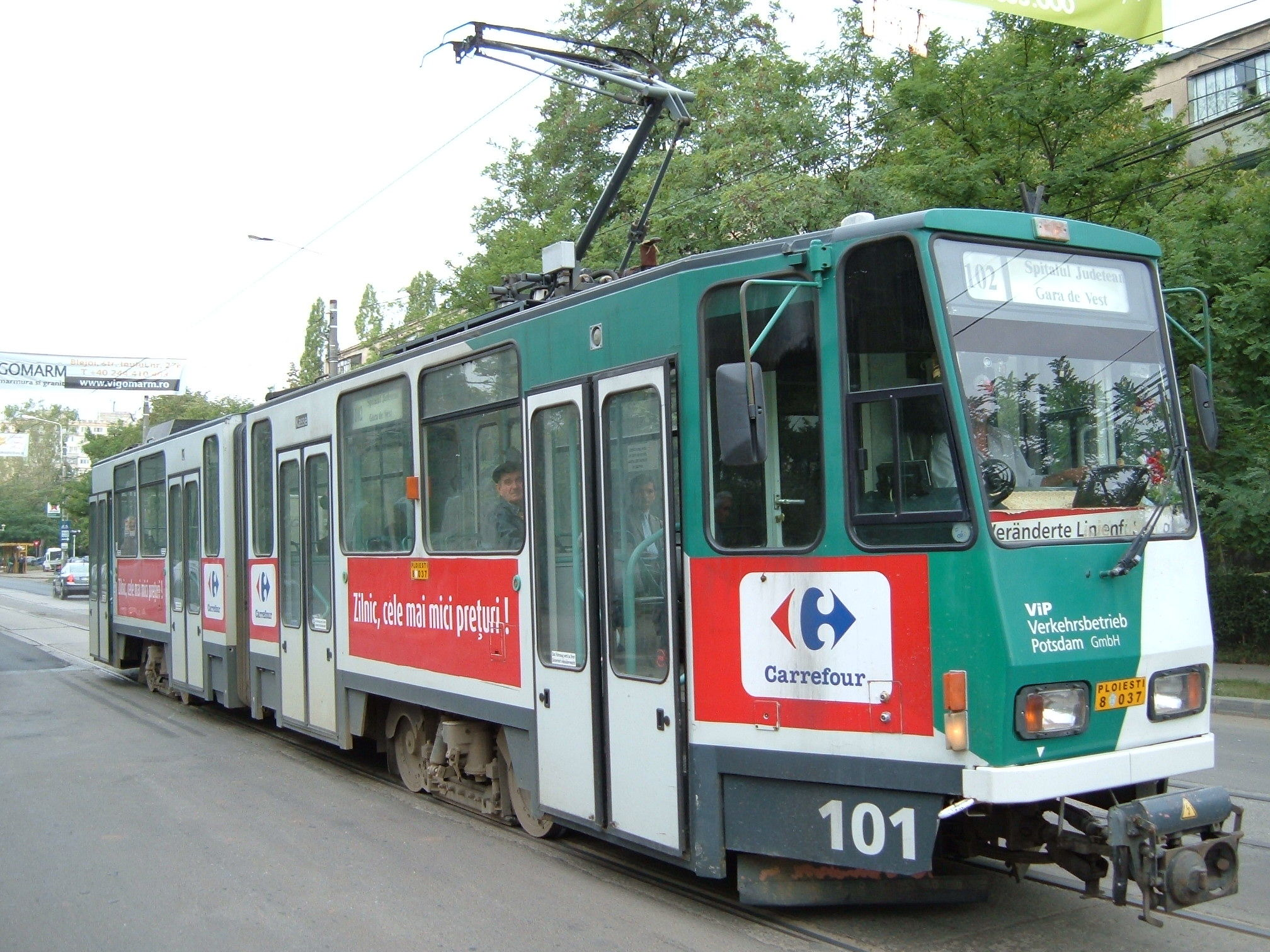
Tramvai în Ploiești

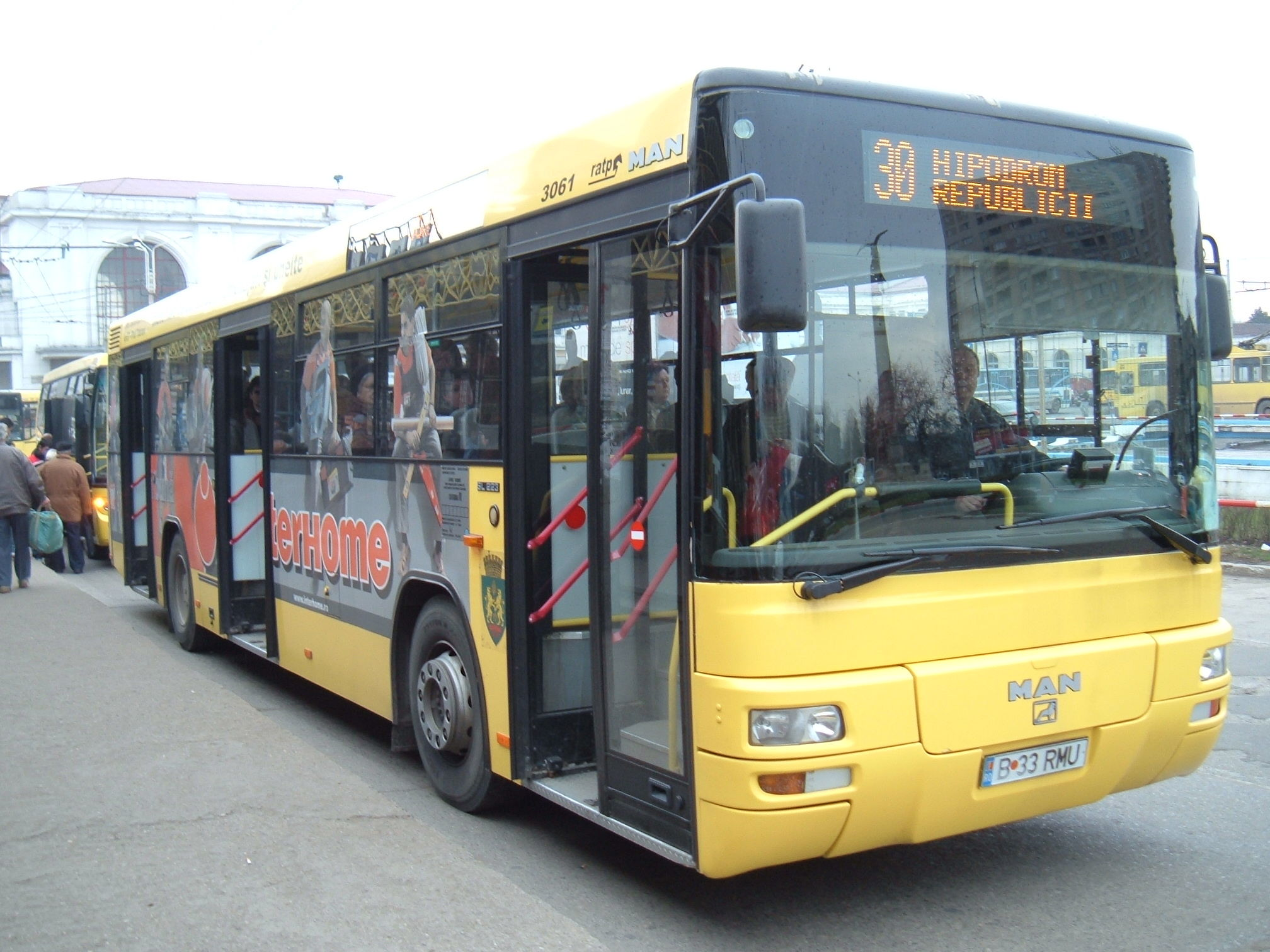
Autobuz în Ploiești

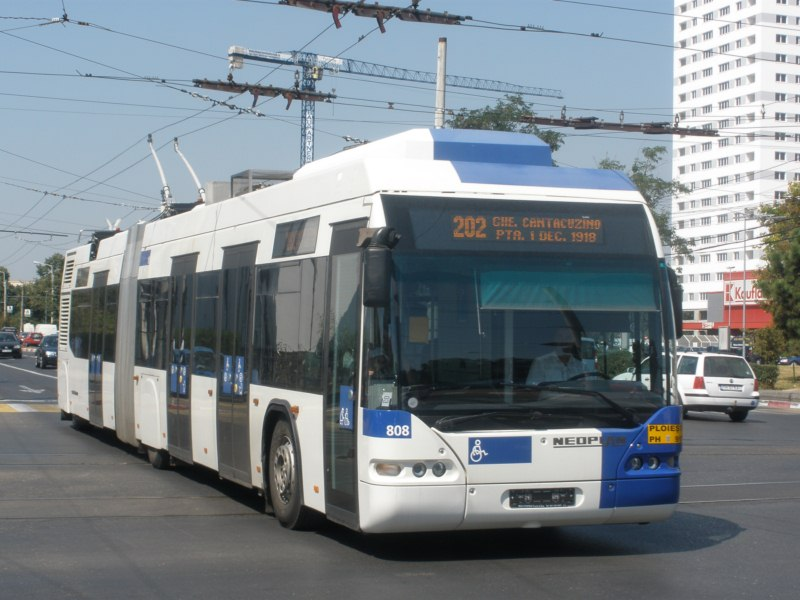
Troleibuz în Ploiești

În interiorul orașului transportul public este asigurat de TCE Ploiești, și cuprinde trasee de autobuze, linii de tramvai și troleibuz.
În anul 2006 a fost dezvoltat și modernizat transportul public. 26 de autobuze cu motor diesel au fost adaptate la consum GPL, iar la finele anului 2006 a fost inaugurată și linia de troleibuz 44, în locul traseului 44. Acestea, alături de autobuzele pe GPL existente deja în Ploiești, vor permite reducerea gradului de poluare în oraș și a costurilor de întreținere a parcului auto de autobuze. Sistemul de informații privind transportul public include implementarea unui sistem GPS în cadrul parcului de mașini al RATP Ploiești, care va aduce informații suplimentare legate de traficul autobuzelor la nivelul orașului. În anul 2010 au fost achiziționate 26 de troleibuze Neoplan N6121 din orașul elvețian Lausanne.
Ploieștiul a dezvoltat istoric o rețea stradală în marea majoritate pe o structură radială, cu tranzitarea zonei centrale. Lungimea străzilor orășenești este de 324 km, din care modernizate 241 km. Transportul public urban este asigurat prin 38 de linii din care 256 autobuze, 36 tramvaie și 25 troleibuze.
Spre teritoriul periurban și restul județului și al țării, transportul rutier se realizează prin operatori privați, cu plecări din stațiile de transfer: Gara de Sud, Gara de Vest, Ștrandului - Obor, Spitalul Județean și Podul Înalt .

## Obiective turistice
Orașul Ploiești nu a intrat în epoca modernă cu un inventar arhitectonic bogat. Curțile lui Mihai Viteazul au existat numai în legende, iar palatele Muruzeștilor, destul de modeste, nu au existat decât aproximativ două decenii. În secolul trecut, ca să nu mai vorbim de cel al nostru, s-a construit mult. A început să se contureze, mai ales odată cu arhitecții din familia Socolescu, un stil ploieștean sau cel puțin o variantă locală a stilului național.
O serie de calamități naturale și sociale la care a fost supus orașul au diminuat serios fondul de construcții pe care ploieștenii se străduiau să-l îmbogățească. La 12 iunie 1837 a avut loc cea mai puternică inundație din istoria Ploieștiului: Dâmbu și celelalte pâraie s-au revărsat, acoperind tocmai cele mai vechi cartiere, vatra târgului. Au fost năruite sau șubrezite atunci și au dispărut curând cele mai importante locuințe care se mai menținuseră din secolul al XVIII-lea. Incendiul din 1843, cel mai mare cunoscut pe aceste locuri, a bântuit într-o altă parte, distrugând centrul nou, adică zona unde se găseau construcțiile notabile ale deceniilor trei și patru.
Dacă bombardarea Ploieștiului din zeppelin în 1916 a adus puține pagube clădirilor, în schimb bombardamentele din 1944 au dus la distrugerea a mii de locuințe și edificii. Cutremurele din 1940 și 1977 au afectat foarte serios orașul. Atunci s-au prăbușit câteva dintre cele mai vechi biserici ale orașului, alături de locuințe și edificii remarcabile.
De aceea, nu trebuie să pară deloc ciudat faptul că uneori, decenii întregi nu sunt deloc reprezentate la zestrea de construcții a orașului.

### Muzee
- Muzeul Național al Petrolului

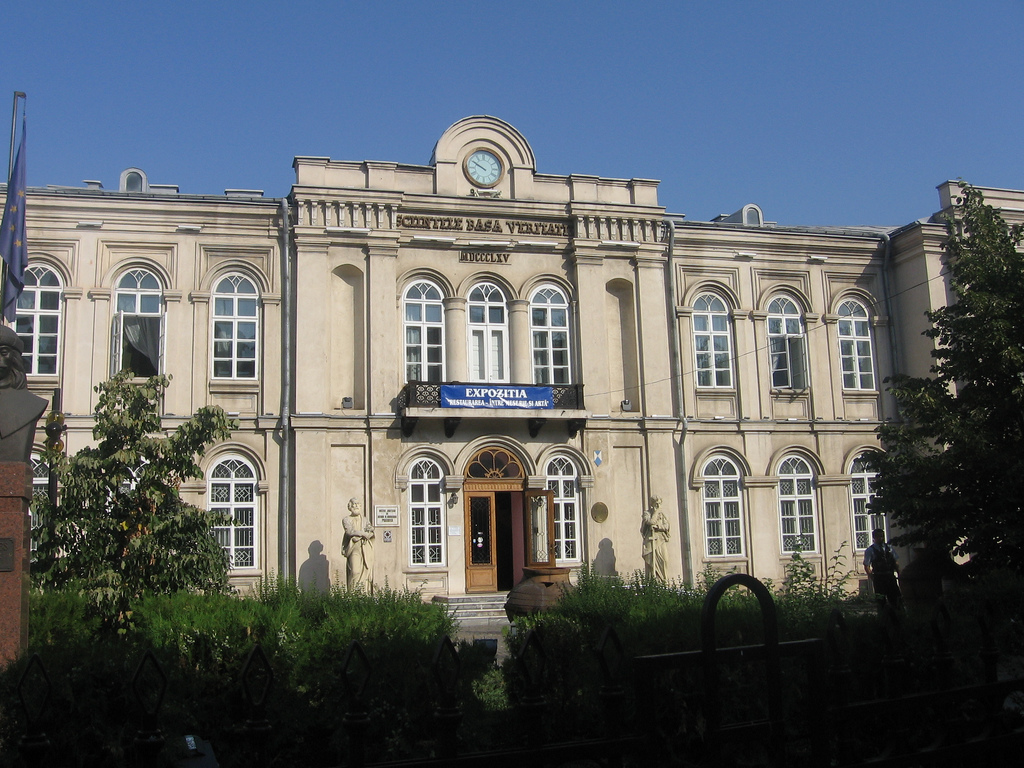
Muzeul de Istorie

- Muzeul Județean de Artă Prahova „Ion Ionescu-Quintus”
- Muzeul Județean de Istorie și Arheologie Prahova
- Muzeul Județean de Științele Naturii „Prahova”
- Muzeul „Ion Luca Caragiale”
- Muzeul Memorial „Nichita Stănescu”
- Muzeul memorial Paul Constantinescu
- Muzeul memorial Constantin și Ion Stere
- Muzeul Ceasului „Nicolae Simache”
- Muzeul de Etnografie
- Casa Hagi Prodan

### Lăcașuri de cult

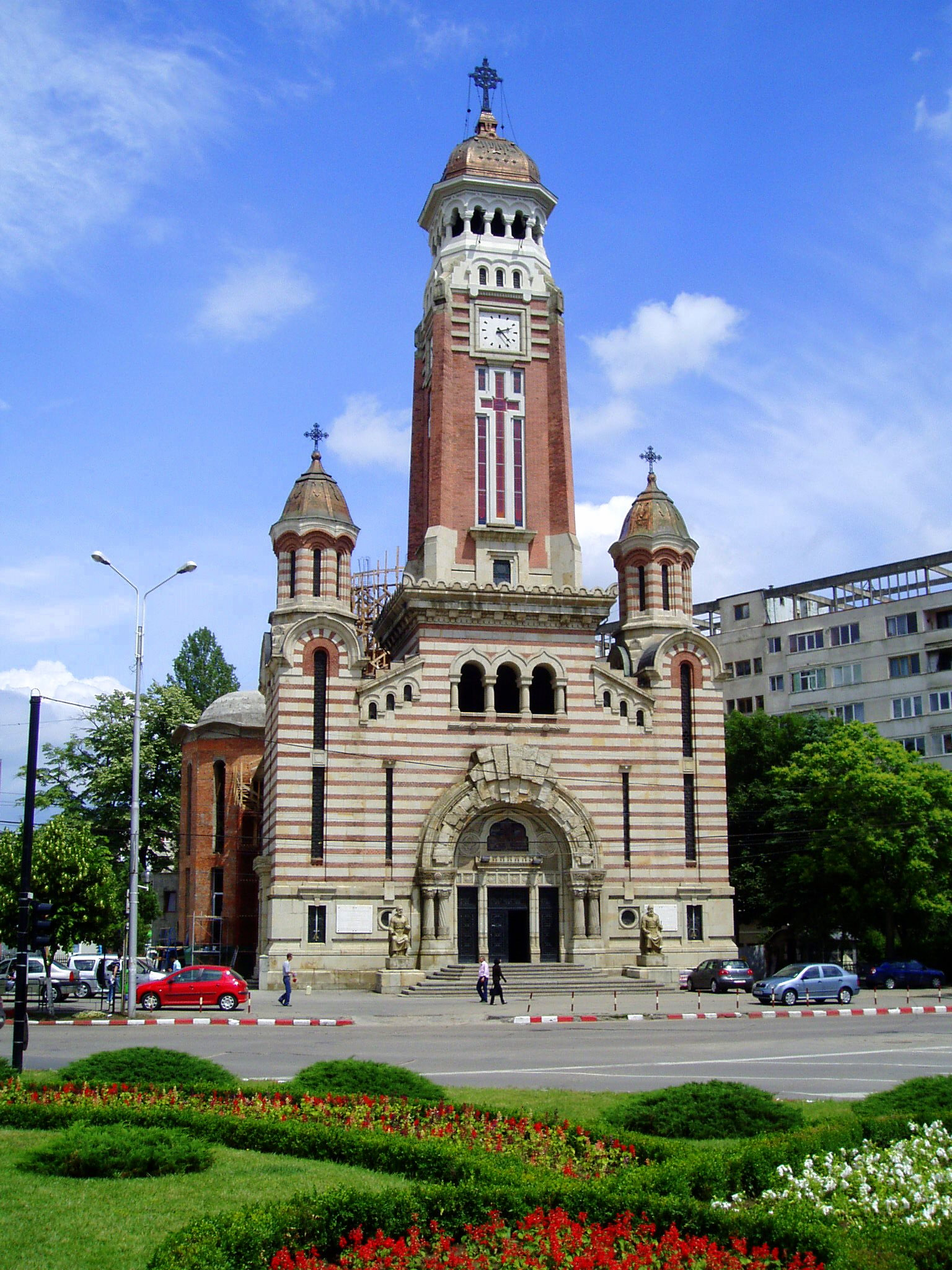
Catedrala Sfântul Ioan Botezătorul

- Biserica Domnească „Sfinții Apostoli Petru și Pavel”, monument din secolul al XVII-lea
- Biserica Sfântul Gheorghe-Vechi, cu o clopotniță monument istoric din anii 1820-1821
- Biserica Sfânta Vineri, a doua jumătate a sec. al XIX-lea, cu picturi de Gheorghe Tattarescu
- Sinagoga Beth Israel, lăcaș de cult mozaic din anul 1912
- Catedrala Sfântul Ioan Botezătorul, cu o fațadă din perioada interbelică
- Biserica Cristos Rege, romano-catolică, construcția actuală din anul 1939
- Biserica „Sfântul Ilie”
- Biserica Maica Precistă
- Biserica Sfinții Voievozi
- Biserica Sfinții Împărați
- Biserica Sfantul Spiridon
- Biserica Sfântul Nicolae-Vechi
- Biserica Sfântul Gheorghe-Nou
- Biserica Sfântul Pantelimon
- Biserica Buna Vestire
- Biserica Sfântul Vasile

### Clădiri
- Halele centrale
- Casa Radu Stanian

Halele Centrale

- Colegiul National Ion Luca Caragiale
- Palatul politico-administrativ (''Casa Albă'')
- Palatul Culturii
- Casa de Cultură a Sindicatelor
- Școala de Arte și Meserii

### Statui
- Statuia Libertății
- Monumentul Vânătorilor
- Statuia Maternitate
- Statuia lui Mihai Viteazul

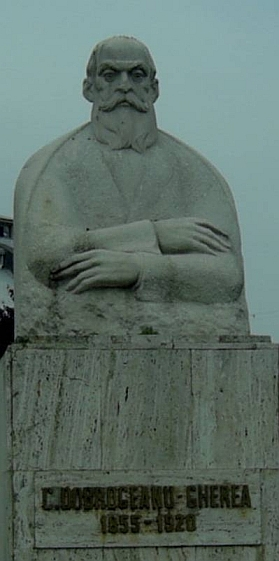
Statuia lui Constantin Dobrogeanu-Gherea

- Statuia lui Constantin Dobrogeanu-Gherea

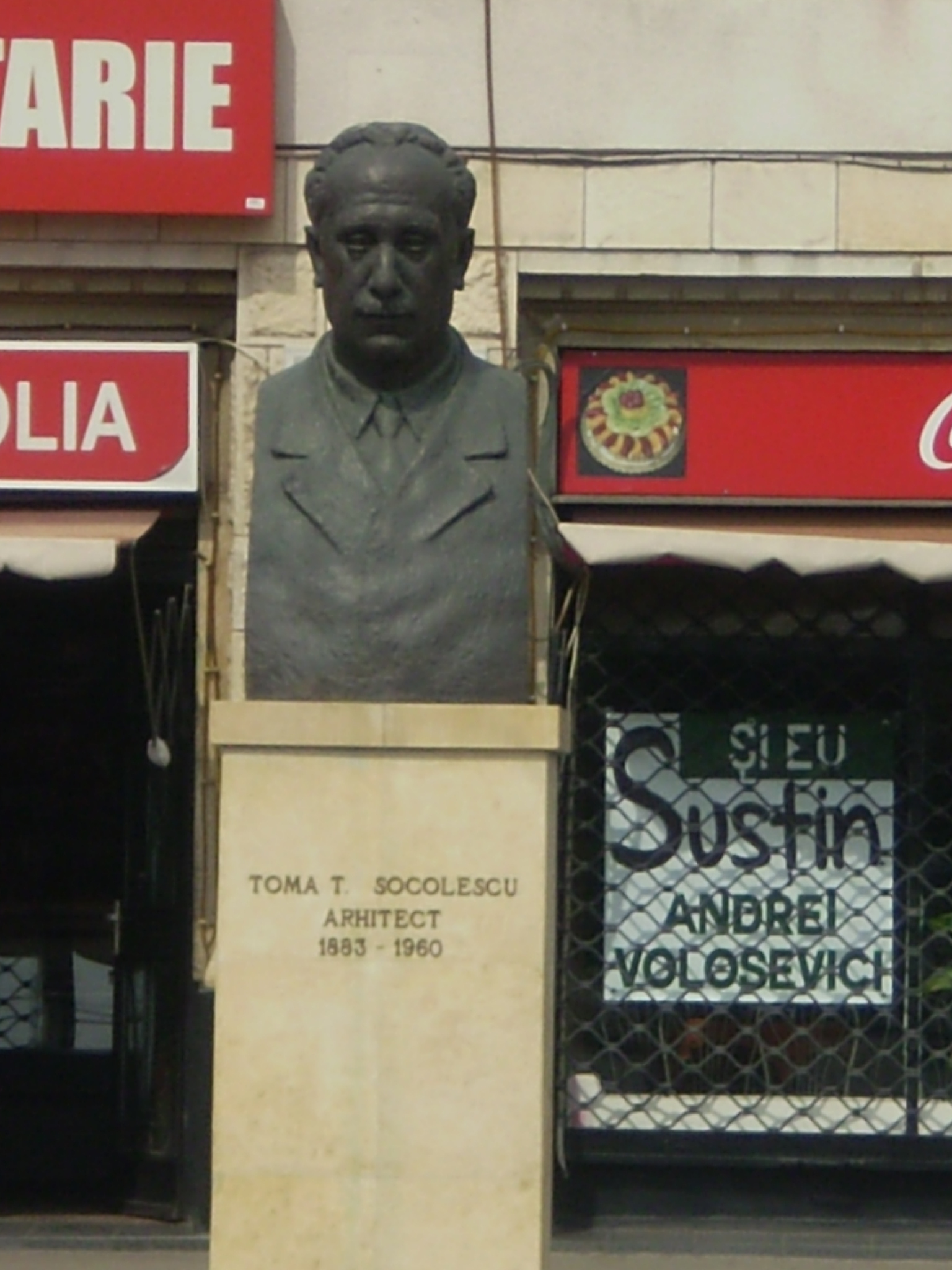
Bust Toma T. Socolescu

- Bustul lui Radu Stanian
- Bustul lui I.L. Caragiale
- Bustul lui Nichita Stănescu
- Bustul lui Mihai Eminescu
- Bustul lui Carol Nicolae Debie
- Busturile lui Toma T. Socolescu

## Învățământul și viața culturală

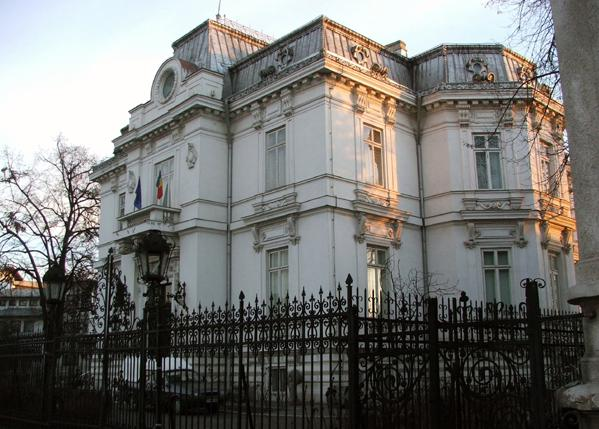
Muzeul de artă

Prima școală domnească din Ploiești a început să funcționeze în 1777. Din 1832 avem date de existența primelor școli elementare. În 1864 apare învățământul secundar, orașul devenind un centru educațional important. În 1920 își începe cursurile Școala normală de fete „Regina Maria”, actualul Colegiu Național Pedagogic „Regina Maria”
În Ploiești se găsesc importante instituții de învățământ, cum ar fi Universitatea Petrol-Gaze din Ploiești, Colegiul Național „I. L. Caragiale” (care continuă tradiția vechiului liceu „Sfinții Petru și Pavel”) și Colegiul Național „Mihai Viteazul” (fostul liceu „Despina Doamna”). Alte câteva colegii și licee importante sunt Colegiul Național „Alexandru Ioan Cuza”, Colegiul Național „Nichita Stănescu”, Colegiul Național „Spiru Haret”, Colegiul Economic „Virgil Magearu”, Liceul de Artă „Carmen Sylva”, Liceul militar „Constantin Brâncoveanu”.

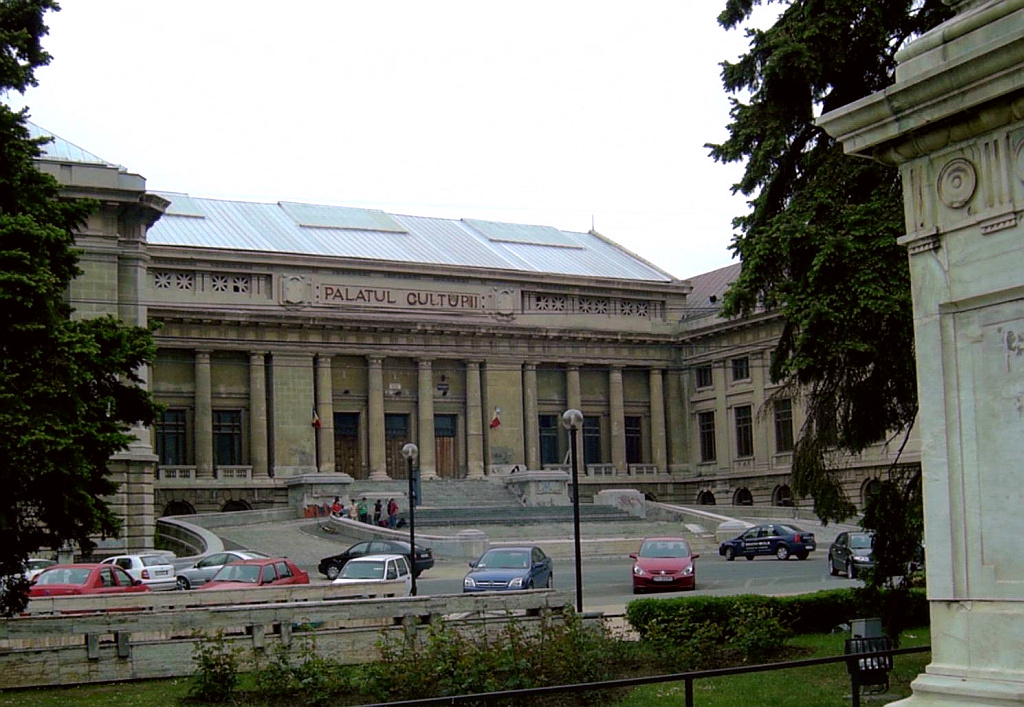
Palatul Culturii

O mare importanță pentru viața culturală a orașului o au și biblioteca județeană „Nicolae Iorga” și Palatul Culturii.
Viața teatrală este reprezentată prin teatrul „Toma Caragiu”, cu o vechime de peste 70 de ani, și pe scena căruia au jucat actori ca Fory Etterle, Zephi Alșec, Toma Caragiu.
În 1960, orchestra de muzică populară „Flacăra Prahovei” și orchestra simfonică „Ciprian Porumbescu” au fost unite în orchestra filarmonică Ploiești, la inițiativa primului său dirijor, dr. C.N. Debie. Orchestra a devenit cunoscută în țară și peste hotare, mai ales sub conducerea marelui dirijor Ion Baciu. În prezent poartă numele de Filarmonica „Paul Constantinescu”.
De orașul Ploiești sunt legate numele scriitorilor Ion Luca Caragiale, Constantin Dobrogeanu-Gherea, Ioan A. Bassarabescu, Nichita Stănescu, Geo Bogza, Radu Tudoran, al compozitorului Paul Constantinescu, filozofului Petre P. Negulescu. Dintre absolvenții Liceului „Sfinții Petru și Pavel” sunt de menționat trei președinți ai Academiei Române: Andrei Rădulescu, Mihai Drăgănescu și Eugen Simion.

## Sănătate
Rețeaua sanitară din municipiul Ploiești este compusă din următoarele unități:
- Spitalul Județean de Urgență Ploiești[18]
- Spitalul Municipal Ploiești
- Spitalul de Obstetrică - Ginecologie Ploiești[19]
- Spitalul de Boli Infecțioase Ploiești[20]
- Spitalul de Pediatrie Ploiești[21]
- Spitalul C.F.R.
- Centrul de Diagnostic și Tratament Cina
- Centrul Medical Praga
- Centrul de Transfuzie Sanguină
- Serviciul Județean de Ambulanță
- Laboratorul de Sănătate Mintală
- Policlinica cu Plată
- Policlinici Particulare (11)
- Cabinete Medicale Particulare (85)
- Farmacii (70, număr foarte probabil mult depășit la această dată)
- Depozite farmaceutice (9)

Sunt 110 medici de familie, 368 medici specialiști și 1627 cadre medicale.

## Mass-media

### Televiziune
Televiziunea în orașul Ploiești este reprezentată de următoarele stații TV:
- Antena 3 Ploiești
- Columna TV - canal original din Dâmbovița ; are acoperire locală
- MDI TV - canal original din Dâmbovița (lansat în anul 1998) ; are acoperire locală, a mai avut denumiri precum Antena 1 Târgoviște și după Artpress TV
- Republika News TV (lansat în anul 2014), a mai avut denumirea de Ploiești TV.
- TVSudEst - canal original din Buzău (lansat în 2011) ; are acoperire locala, emite doar regional și pe o frecvență nouă. Cealaltă frecvență a devenit națională și redenumită în actualul Exploris
- Valea Prahovei TV (lansat în 2011)

### Radio
La categoria de radio, stațiile FM sunt reprezentate de:
- Radio Prahova (99.2 MhZ)
- Pro FM Ploiești (96.5 MhZ)
- Europa FM Ploiești (107.5 MhZ)
- Kiss FM Ploiești (92.8 MhZ)
- Radio ZU Ploiești (105.7 MhZ)
- Radio SOS Ploiești - firma ce a lansat canalul are sediul la Blejoi (101,7 MhZ)
- Digi FM Ploiești (99,6 MhZ)
- Smart FM Ploiești (95,9 MhZ)

Stațiile radio deținute de Societatea Română de Radiodifuziune cu frecvență în oraș sunt:
- Radio România Muzical (97,6 MhZ)
- Radio România Actualități (102,2 MhZ)

### Presă
Presa locală este reprezentată de: 
- Stiri Actuale- www.stiriactule.ro
- Glasul Ploiestean - www.glasulploiestean.ro[22]
- Ziarul Prahova[23]
- Observatorul de Prahova,[24]
- Raid,[25]
- www.stiriprahova.ro [26]
- Prahovasport,[27]
- Informația Prahovei,[28]
- Republicanul [29]
- Știri și informații Ploiești[30] etc.
- Gazeta de Prahova [31]
- Prahova Online [32]
- Ziarul Incisiv de Prahova [33]

## Sport

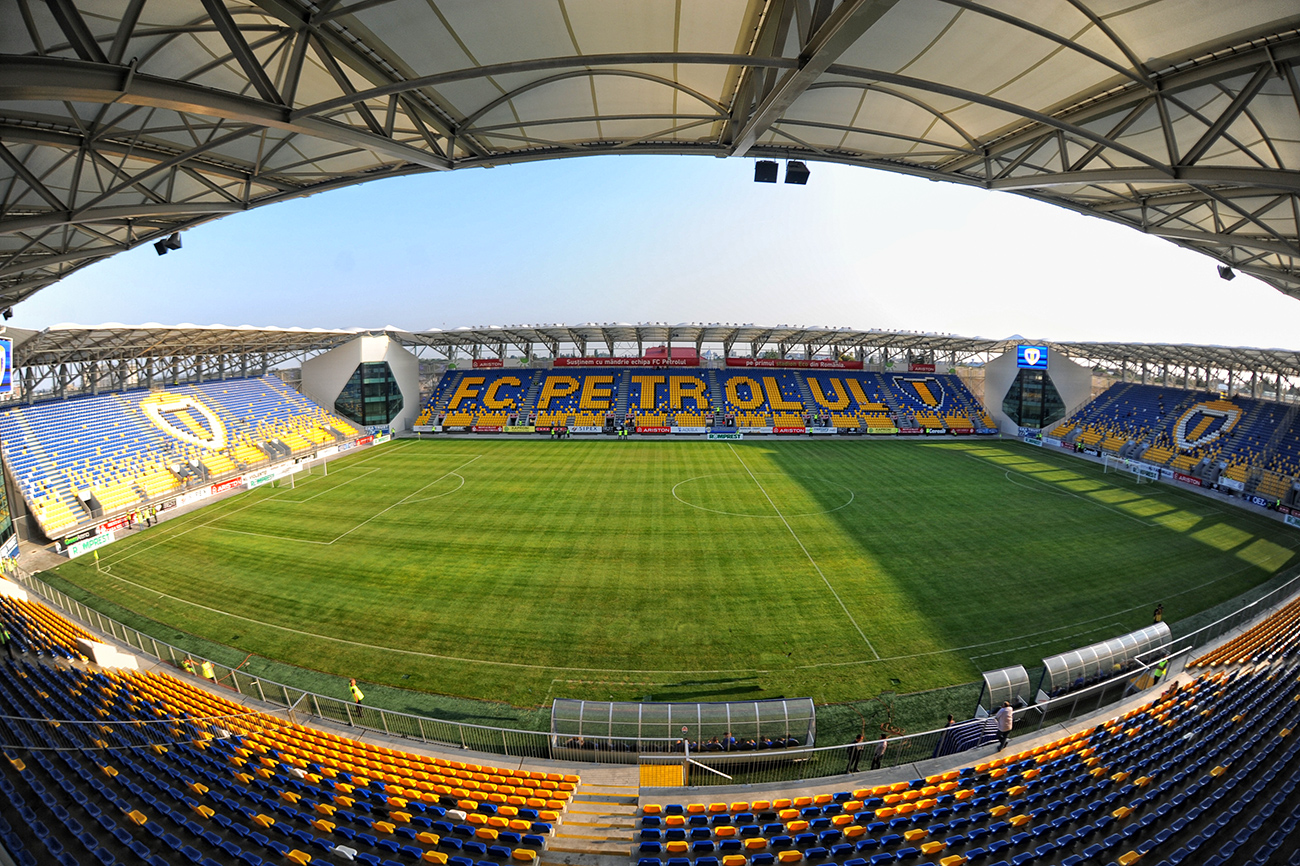
Stadionul Ilie Oană, Ploiești

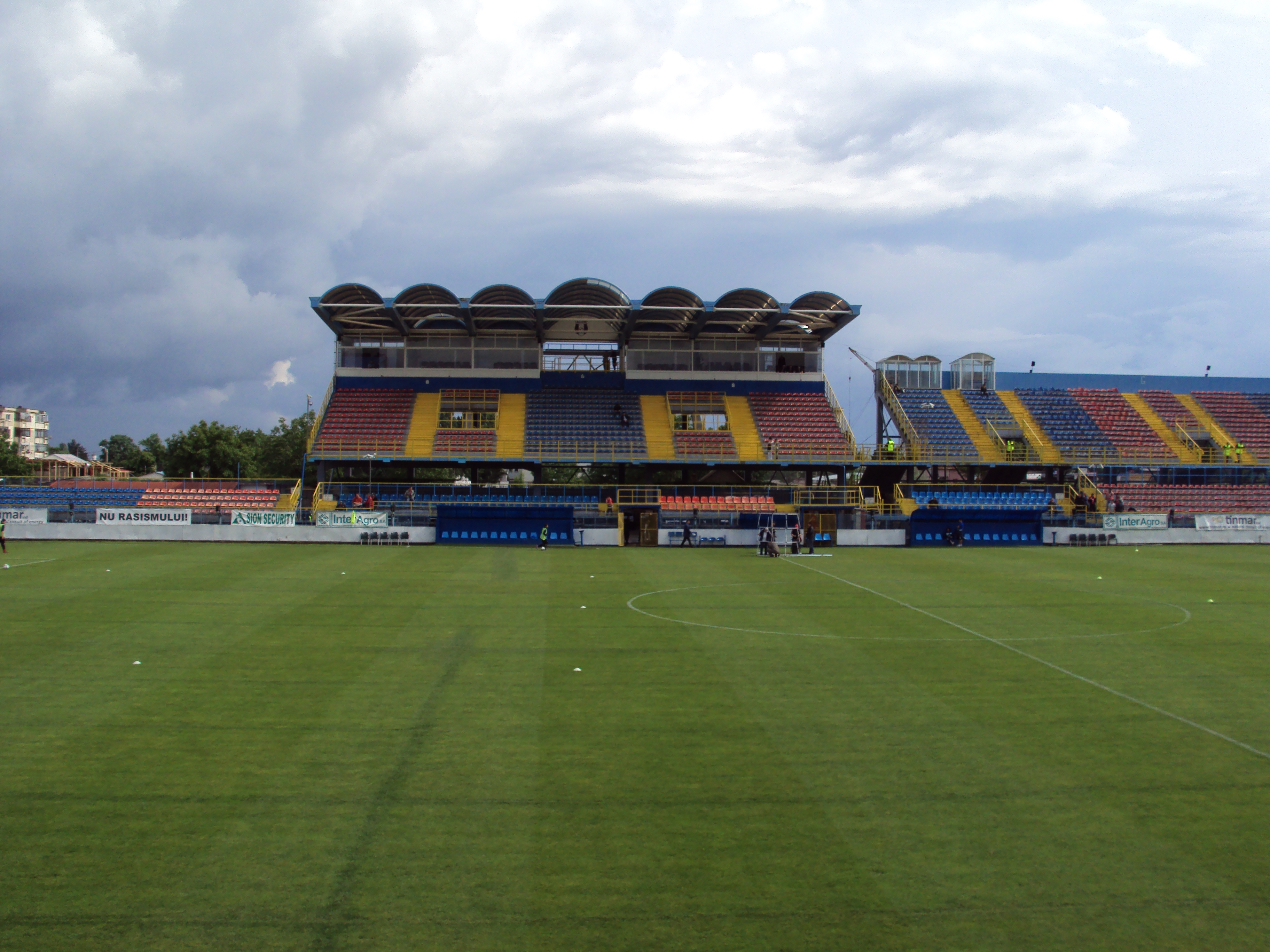
Stadionul Astra

Principala echipă de fotbal a orașului Ploiești este FC Petrolul Ploiești, echipă ce deține titlul de campioană a României în 4 rânduri, în anii 1930 (sub numele de Juventus București), 1958, 1959 și 1966, iar în alte două sezoane este deținătoarea Cupei Românei - 1995 și 2013. Tot în orașul Ploiești a evoluat până în anul 2012 și echipa de fotbal Astra Ploiești, echipă ce a fost mutată în orașul Giurgiu iar denumirea a fost schimbată în AFC Astra Giurgiu.
O altă echipă importantă a Ploieștiului a fost Prahova Ploiești (campioană în 1916), aceasta fiind continuatoarea lui United Ploiești, și ea campioană în anul 1912.
Echipa de fotbal FC Petrolul Ploiești evoluează pe Stadionul Ilie Oană, stadion ce a fost reconstruit în perioada 2009-2011 pe amplasamentul fostei arene ce purta același nume. Acest stadion respectă standardele UEFA, fapt pentru care echipa națională își dispută o parte din meciuri aici. Capacitatea acestuia este de 15053 de locuri pe scaune, are tribunele acoperite în totalitate și dispune de instalație de nocturnă formată din 106 reflectoare.
Pe lângă stadioanele Astra, Ilie Oană și Prahova UPG, Ploieștiul dispune și de alte baze sportive și locuri de petrecere a timpului liber: Sala Sporturilor „Olimpia” (inaugurată în 1972), Parcul Central, Bazinul de înot „Vega”, Patinoarul artificial sau Hipodromul situat la intrarea în oraș (dinspre București).
Pe hipodromul din Ploiești au loc curse de trap, acesta redevenind funcțional în anul 2017 după ce s-au făcut ample lucrări de renovare.
În ultimele decenii, Ploieștiul a fost de multe ori gazda Campionatelor Internaționale de Gimnastică ale României și centrul hipismului românesc, datorită hipodromului său.
Poate fi menționat și aerodromul - Aeroclubul Gheorghe Bănciulescu - din comuna Strejnic, înființat în 1936, care permite desfășurarea de activități recreative cum ar fi aviația sportivă, aeroplanorismul sau parașutismul.
CSU Asesoft Ploiești este cel mai titrat club românesc de baschet al ultimului deceniu, fiind Campioana României în perioada 2003-2008, câștigătoarea Cupei României 2004-2011 și câștigătoarea FIBA Europe Cup în anul 2005.
Performanțe de talie națională, balcanică, europeană, mondială și olimpică s-au obtinuț la fotbal, gimnastică, șah, atletism, popice, natație, volei, handbal, scrimă, aviație, gimnastică aerobică, de către merituoși sportivi ca: Leonard Doroftei, Mircea Dridea, Mihai Ionescu, Mirela Dulgheru, Celestina Popa, Octavian Bellu, Corina Ungureanu, Leana Sima etc.

## Personalități
- Luca Elefterescu (1853 - 1925), prefect de Prahova, magistrat, președintele conservatorilor prahoveni;
- Aurel Angelescu (1886-1938), matematician
- Maria (Antoniade) Cândea (1889 - 1974) profesoară de limba franceză, cea care a înființat și condus ca directoare Școala normală de fete „Regina Maria”
- Ion Th. Grigore (1907 - 1990), profesor de matematică, autor de manuale și epigramist;
- Fory Etterle (1908 - 1983), actor de teatru și film;
- Ioan Grigorescu, prozator și publicist
- Take Ionescu (1858-1922), avocat, politician și scriitor
- George Ochialbi (1870 - 1916), violonist, pianist și compozitor;
- George Manolescu (1871 - 1908), ofițer, impostor celebru;
- Toma N. Socolescu (1848 – 1896), arhitect;
- Thoma Ionescu (1860 – 1926), medic, profesor universitar;
- Toma T. Socolescu (1883 – 1960), arhitect, primar al orașului Ploiești, deputat și profesor universitar, fiu al lui Toma N. Socolescu;
- Constantin Pârvulescu (1890 – 1945), astronom, membru post-mortem al Academiei Române;
- Elena Zamora (1897 - 1974), cântăreață;
- Nicu Stănescu (1904 - 1951), violonist, orchestrator, dirijor și compozitor;
- Nicolae Simache (1905 – 1972), profesor, muzeograf;
- Paul Constantinescu (1909 - 1963), compozitor;
- Nelu Danielescu (1919 - 1971), compozitor, profesor și dirijor;
- Victor Predescu (1912 - 1984), dirijor, violonist, basist și compozitor;
- Emilia Comișel (1913-2010), etnomuzicolog și profesor universitar;
- Traian Trestioreanu (1919 - 1972), pictor, restaurator și muralist;
- Clarette Wachtel (1926 - 2011), pictoriță, desenatoare și gravoare;
- Ion N. Petrovici (1929 – 2021), medic, profesor universitar de neurologie și psihiatrie;
- Liviu Librescu (1930 – 2007), profesor de inginerie și mecanică la Universitatea Virginia Tech, din Blacksburg, Virginia, Statele Unite. Ucis în masacrul ce a avut loc în universitate, la 16 aprilie 2007;
- Nichita Stănescu (1933 – 1983), poet;
- Mihai Ionescu (1936 – 2011), fotbalist;
- Vladimir Zamfirescu (1936 – 2020), pictor și desenator;
- Mircea Dridea (n. 1937), fotbalist, antrenor;
- Alexandru Badea (1938 - 1986), fotbalist, antrenor;
- Virgil Dridea (1940 - 2022), fotbalist, antrenor;
- Basarab Nicolescu (n. 1942), fizician, filozof și scriitor, membru de onoare al Academiei Române;
- Ana Ruxandra Ilfoveanu (n. 1947), pictor și desenator;
- Elena Ceampelea (n. 1947), gimnastă artistică;
- Ion Șinca (1950 – 2014), pictor;
- George Nicolescu (n. 1950), muzician nevăzător;
- Daniel Eufrosin (1951 - 2023), muzician, director al Teatrului "Ion Dacian";
- Octavian Bellu (n. 1951), antrenor de gimnastică;
- Livia Ante (n. 1955), pictoriță și scenografă;
- Irinel Columbeanu (n. 1957), om de afaceri;
- Mariana Constantin (n. 1960), gimnastă
- Carmen Tănase (n. 1961), actriță;
- Eugen Caminschi (n. 1968), chitarist;
- Leonard Doroftei (n. 1970), pugilist;
- Nicoleta Matei (n. 1970), cântăreață de muzică pop;
- Alexandru Dedu (n. 1971), fost handbalist, actualmente președinte al Federației Române de Handbal;
- Daniel Chiriță (n. 1974), fotbalist;
- Adrian Diaconu (n. 1978), pugilist;
- Cătălin Cursaru (n. 1978), fotbalist;
- Cezar Ouatu (n. 1980), contratenor;
- Corina Ungureanu (n. 1980), gimnastă și antrenoare;
- Maria Dinulescu (n. 1981), actriță;
- Dan-Răzvan Rădulescu (n. 1981), om politic;
- Alina Alexandra Dumitru (n. 1982), judoka, campioană olimpică;
- Ionuț Costache (n. 1983), fotbalist;
- Andreea Bălan (n. 1984), cântăreață și dansatoare;
- Killa Fonic (n. 1989), cântăreț;
- Roberto Alecsandru (n. 1996), fotbalist.
- Dragoș Pătraru (n. 1977), jurnalist.

## Primari

### Primarii de după 1989
- Romeo Hanganu: 1990-1992
- Victor Săvulescu: 1992-1996
- Horia Toma: 1996-2000
- Emil Calotă: 2000-2008
- Andrei Volosevici: 2008-2012
- Iulian Bădescu: 2012-2015
- Iulian Teodorescu (viceprimar cu atribuții de primar): martie 2015-decembrie 2015
- Cristian Ganea (viceprimar cu atribuții de primar): decembrie 2015-iunie 2016
- Adrian Dobre: 2016-2020
- Andrei Volosevici: octombrie 2020-2024
- Mihai Polițeanu: 2024-prezent

Lista primarilor din perioada 1831 - 2020, vezi:

## Orașe înfrățite
- Berat
- Dnipro
- Harbin
- Hîncești
- Lefkada
- Maracaibo
- Oral
- Osijek
- Radom

## Galerie de imagini

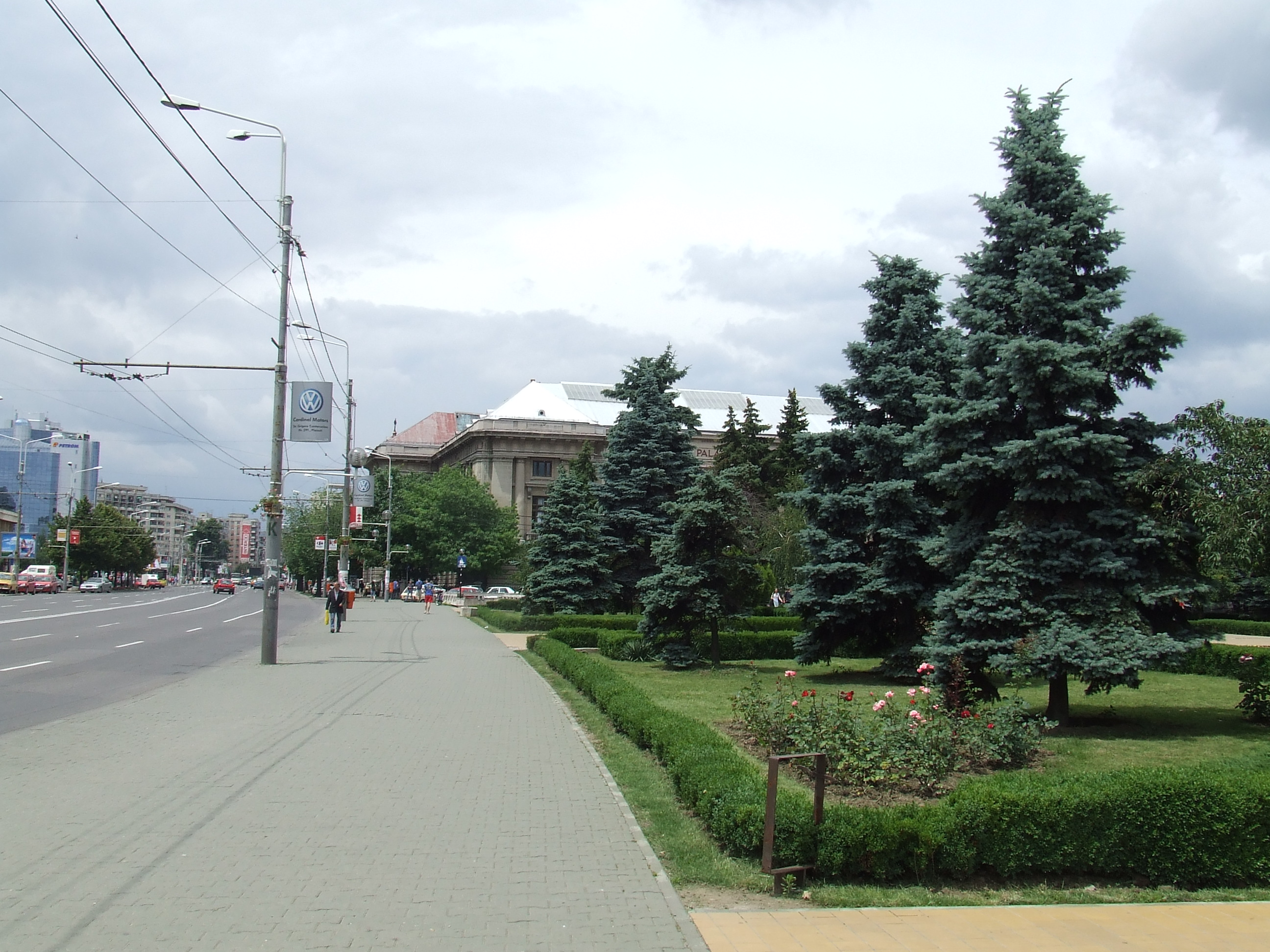
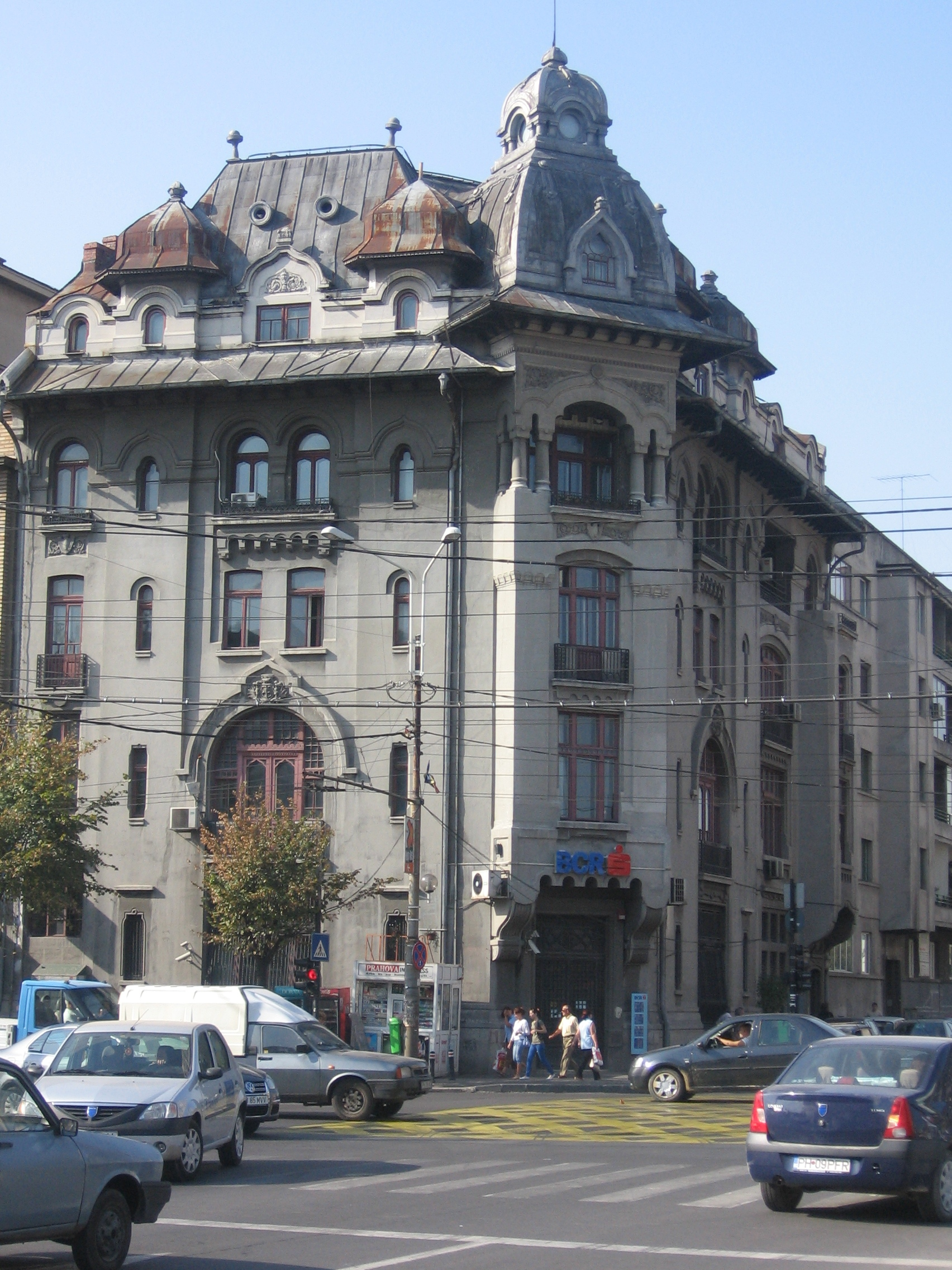
Banca Comercială Română
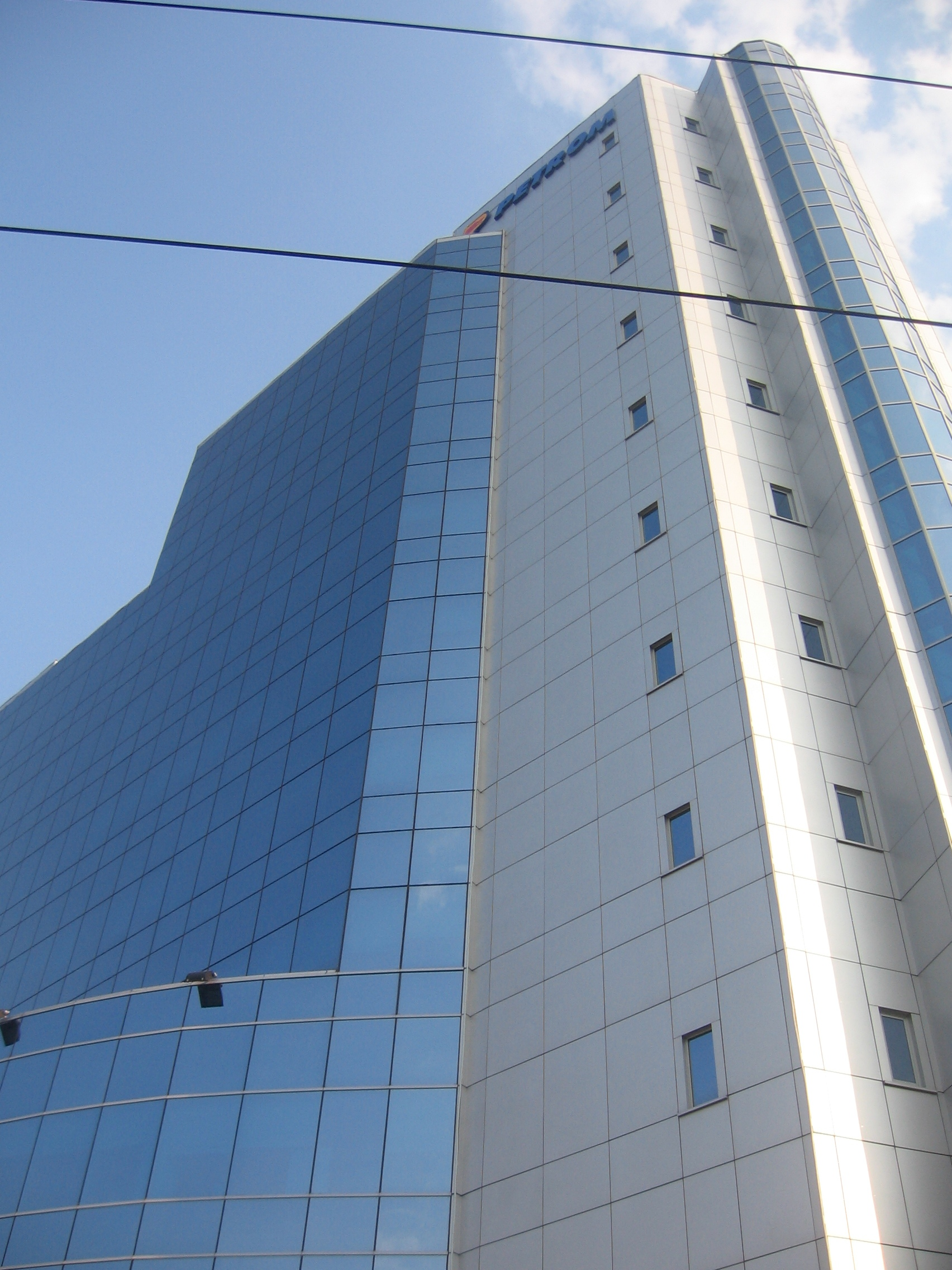
Primăria Municipiului Ploiești
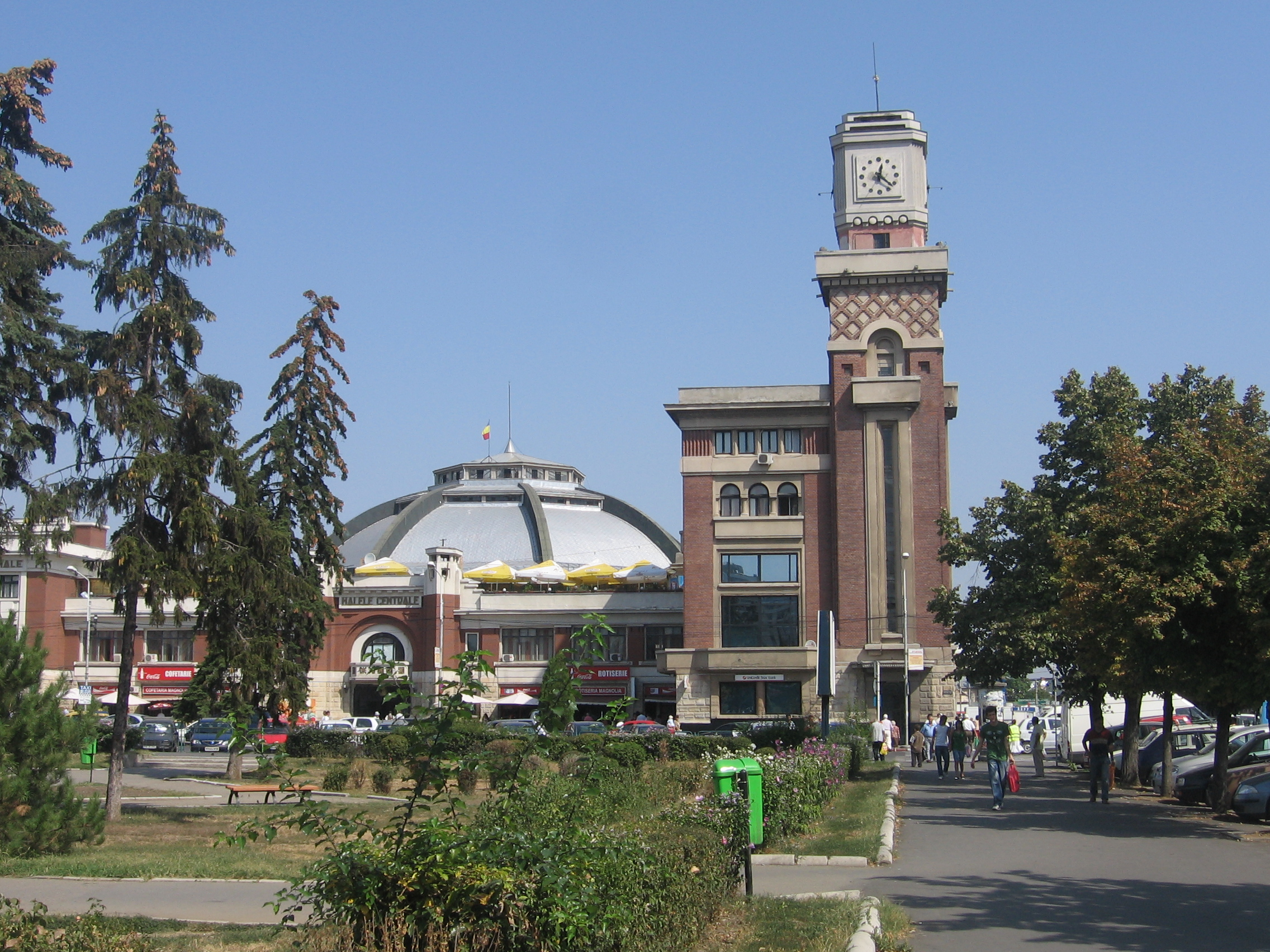
Halele Centrale
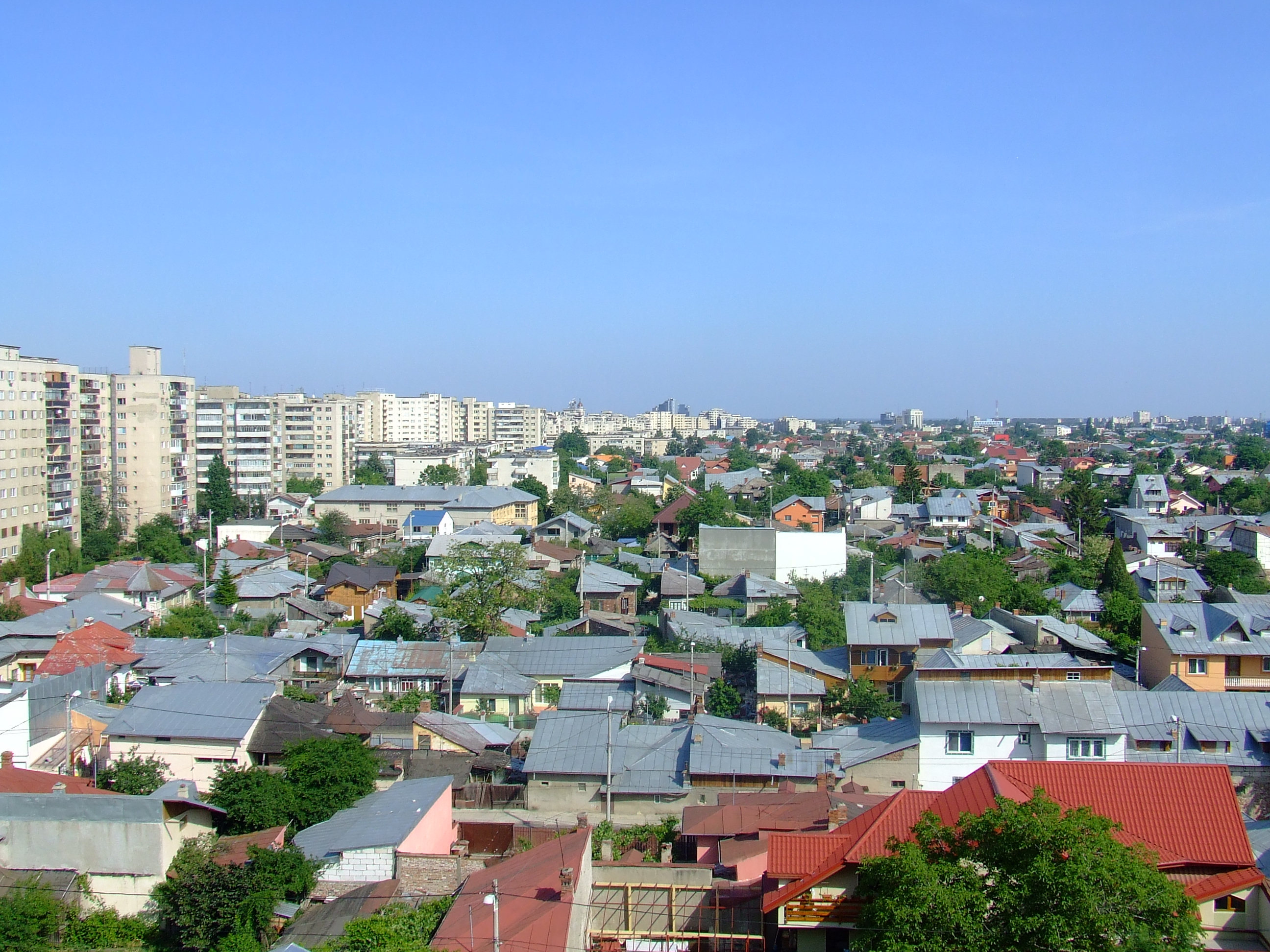
Panoramă cartier Republicii
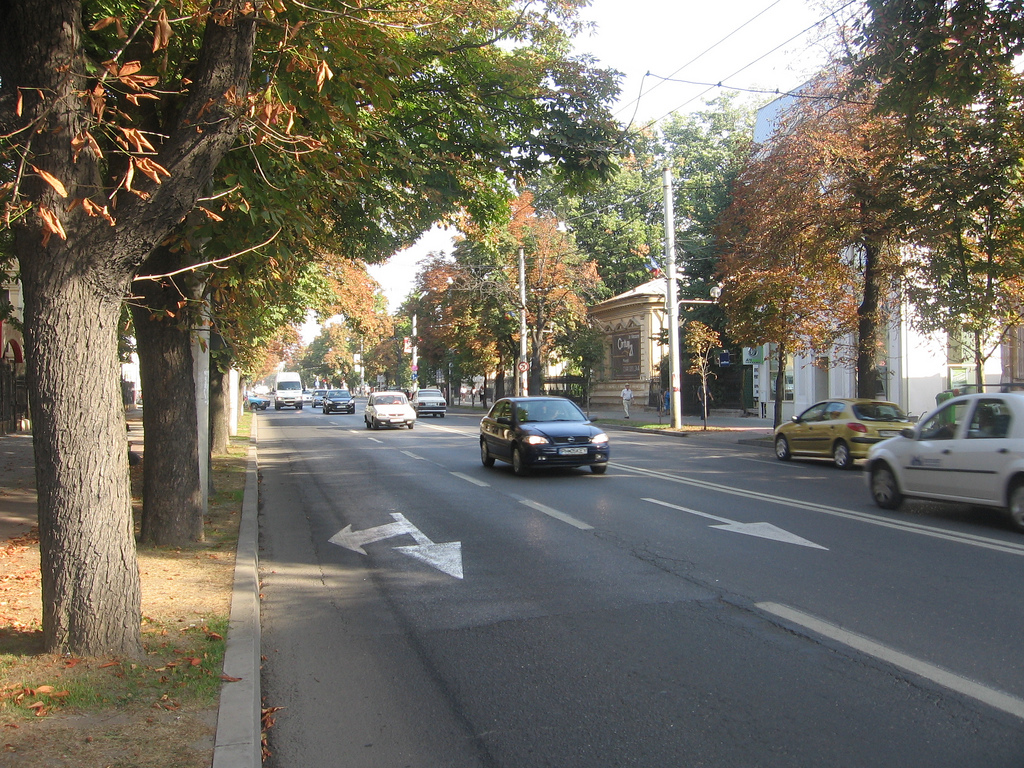
Bulevardul Independenței
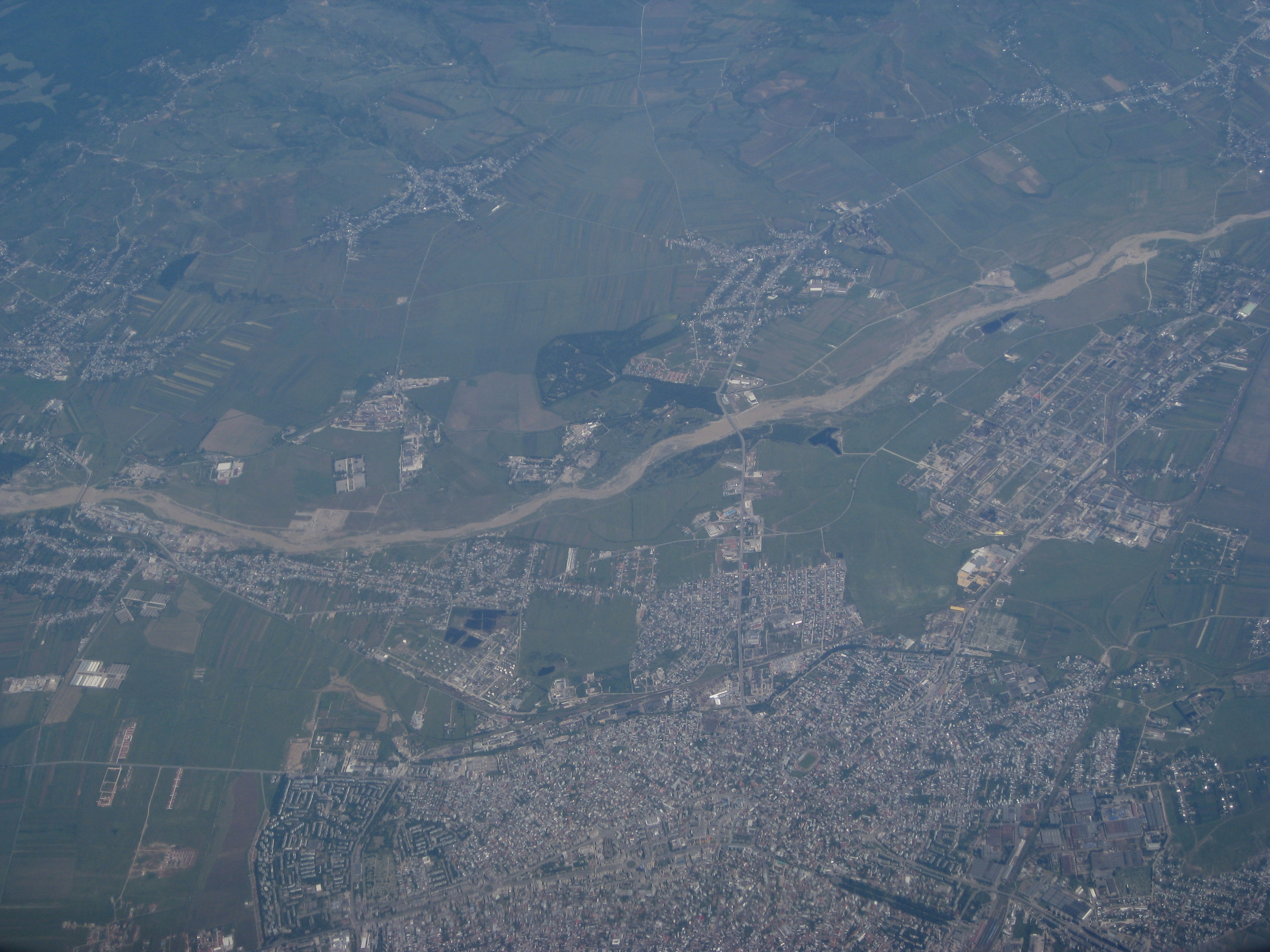
Vedere aeriană